# Liste des familles de reptiles disparues
Les paléontologues classent les animaux en de nombreuses familles, genres et espèces dont les représentants possèdent des caractéristiques communes issues non d'une convergence évolutive (pour voler, il faut des ailes tant à la libellule qu'à la chauve-souris) mais d'un ancêtre commun (avoir ou avoir eu une colonne vertébrale et quatre membres, quelles que soient leurs formes et fonctions, est un trait commun  à tous les vertébrés tétrapodes). L'arbre généalogique des animaux ainsi reconstitué, est représenté par un cladogramme. La classification des espèces est parfois difficile notamment lorsque les fossiles sont rares et fragmentaires. La nomenclature est par conséquent régulièrement modifiée ou mise à jour en fonction des nouvelles découvertes.
Les expressions « reptile préhistorique », « reptile disparu », « reptile marin », « reptile volant » ou « âge des reptiles » n'ont plus de pertinence scientifique dans le cadre des découvertes récentes en paléontologie et en phylogénétique, mais beaucoup de sources continuent à s'y référer et c'est pourquoi on les trouve encore dans de nombreux ouvrages grand public, y compris récents, pour désigner :
- un ensemble très large d'animaux fossiles incluant les archosauriens et notamment les dinosaures (dont sont issus les Oiseaux) ;
- certains autres groupes ayant vécu avant ou en même temps que ceux déjà cités, tels d'anciens crocodiles comme le Deinosuchus ou les synapsides jadis nommés « reptiles mammaliens » comme le Dimetrodon ;
- l'ère géologique du Mésozoïque, jadis appelée « Secondaire », durant laquelle les formes de vie de grande taille se trouvaient parmi des groupes comme les dinosaures, les plésiosaures, les pliosaures et les ichtyosaures marins ou les ptérosaures volants, tous jadis considérés comme des « reptiles » ;
- certains groupes actuels jadis considérés comme des « fossiles vivants », oxymore depuis longtemps abandonné par les scientifiques, et qualifiant les crocodiles, les rhynchocéphales comme le Tuatara ou encore les tortues.

Les Dinosaures sont le super-ordre appartenant aux Avemetatarsaliens, une des deux grandes divisions des Archosaures. Selon la définition que l'on donne des dinosaures, les oiseaux « descendent » de ces derniers (dinosaures paraphylétiques, voir systématique évolutionniste) ou bien « font partie » de ces derniers (dinosaures holophylétiques, voir cladisme). La liste alphabétique ci-dessous contient uniquement les dinosaures « non-aviens » selon la systématique évolutionniste, mais les Archaeopterygiformes, un ordre comprenant les Archeopterygidés, sont tout de même insérés dans cette liste car nous ne disposons pas d'assez de fossiles pour déterminer s'il s'agit de Deinonychosaures (donc membres du groupe des Dinosaures et « groupe-frère » des ancêtres des oiseaux) ou bien d'oiseaux (donc d'ancêtres directs des oiseaux actuels).

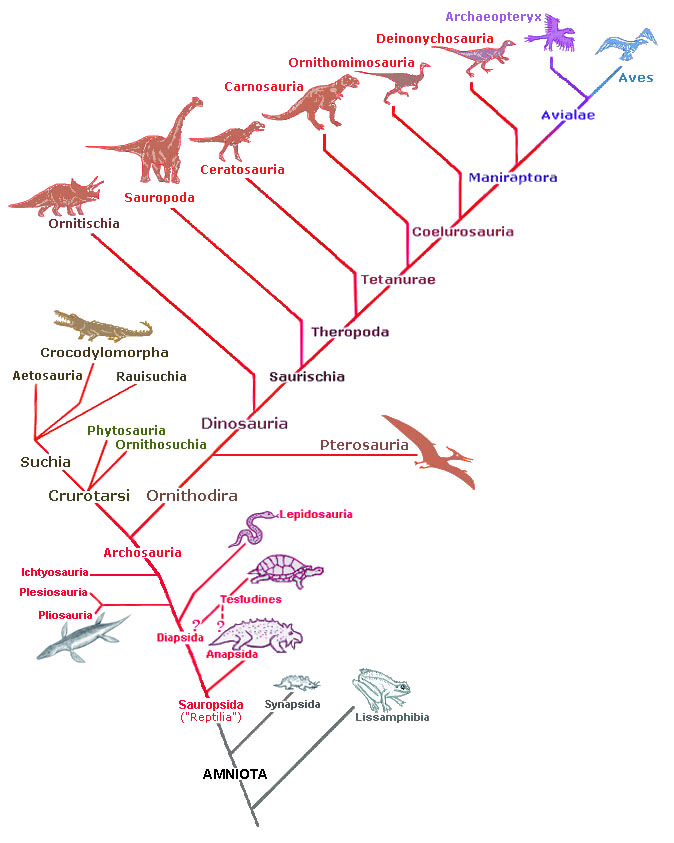
En vert, brun et rouge, les « Reptiles » préhistoriques ou actuels

## Liste parclassification phylogénétique
- Anapsides
  - Hylonomus
  - Paréiasauridés
  - Procolophonidés
  - Tortues préhistoriques
- Synapsides ou reptiles mammaliens
  - Archaeothyris
  - Pélycosaures
  - Thérapsides
  - Cynodontes
- Diapsides
  - Lépidosaures
    - Mosasaures

  - Archosaures
    - Crocodiliens Primitifs
    - Thécodontes
    - Ptérosaures

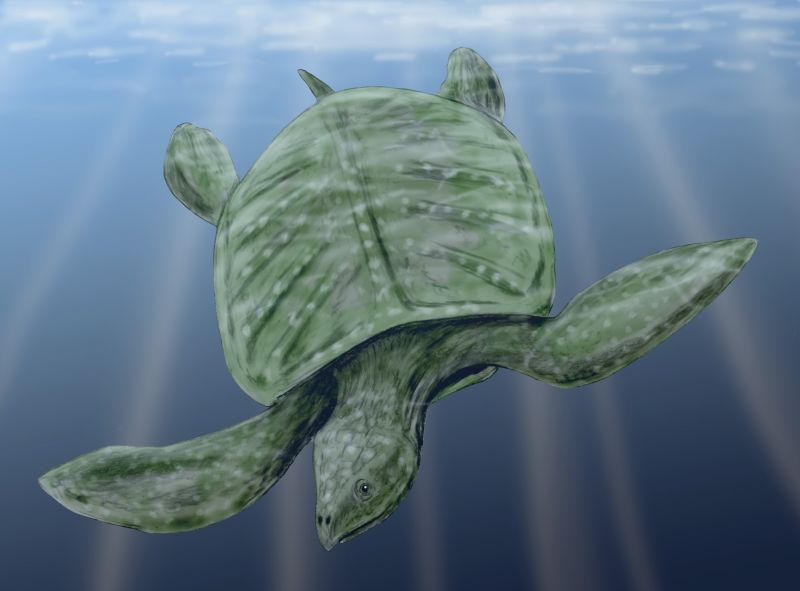
Archelon, une tortue marine préhistorique

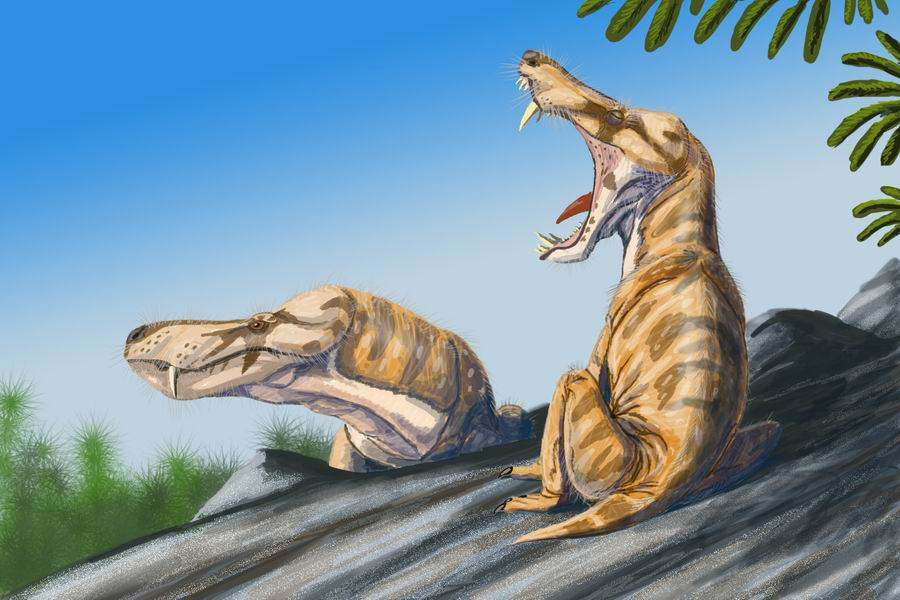
Pristeroognathus vanderbyli, un thérapside

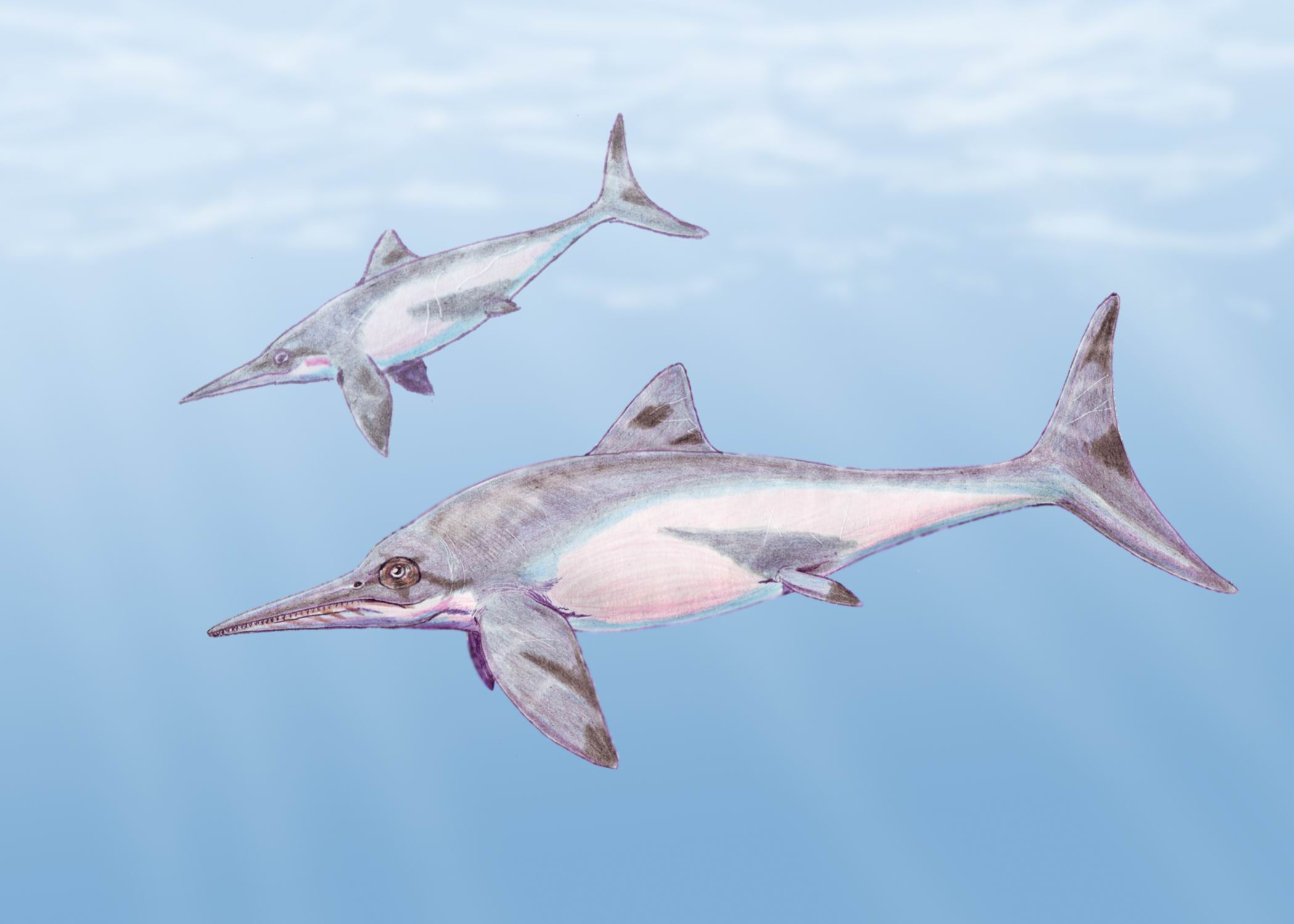
Platypterigius kiprianovi, un ichtyosaure

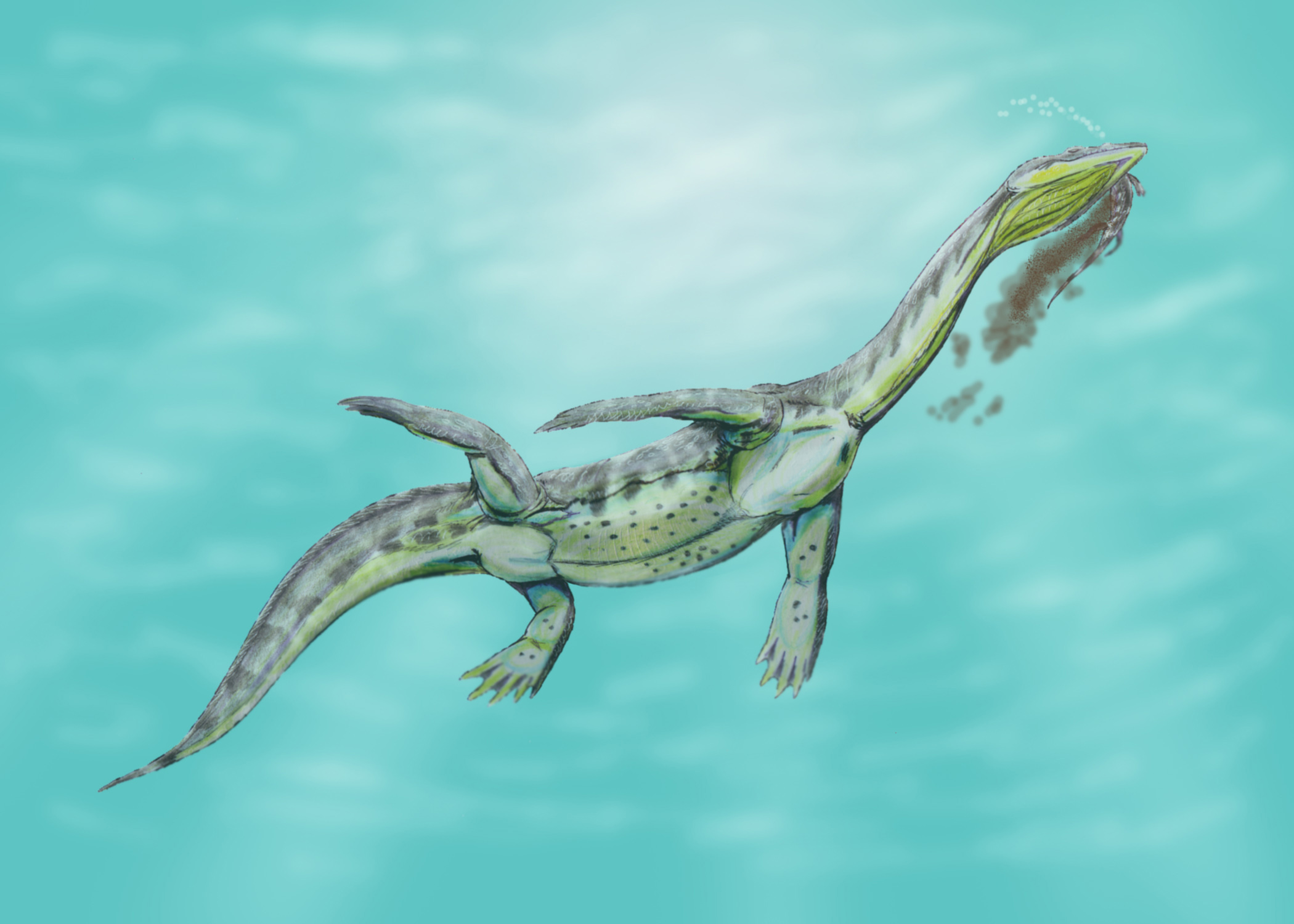
Ceresiosaurus, un plésiosaure

    - Oiseaux (descendants des Théropodes)
- Euryapsides
  - Placodontes
  - Ichtyosaures
    - Shonisaurus
    - Ichthyosaurus
    - Ophthalmosaurus
    - Temnodontosaurus

  - Plésiosaures et Pliosauroidea
    - Nothosaurus
    - Placodus
    - Cymbospondylus
    - Elasmosaurus
    - Kronosaurus
    - Liopleurodon
    - Macroplata
    - Plesiosaurus
    - Umoonasaurus

## Liste alphabétique des dinosaures

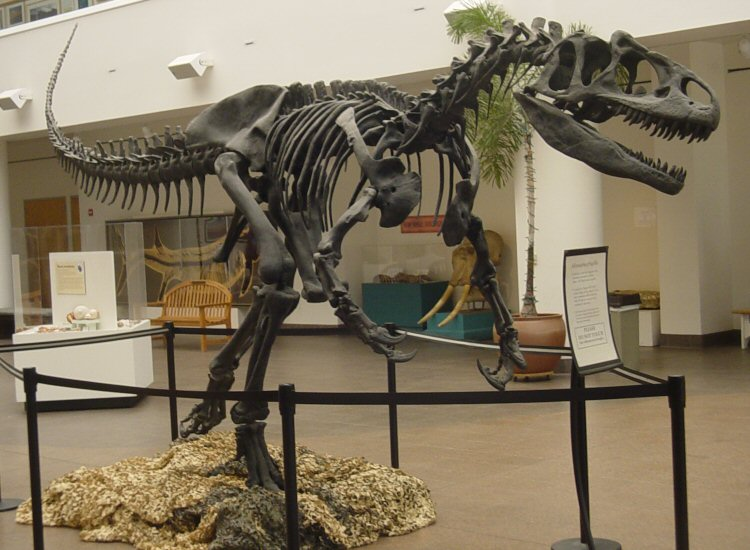
Allosauridae

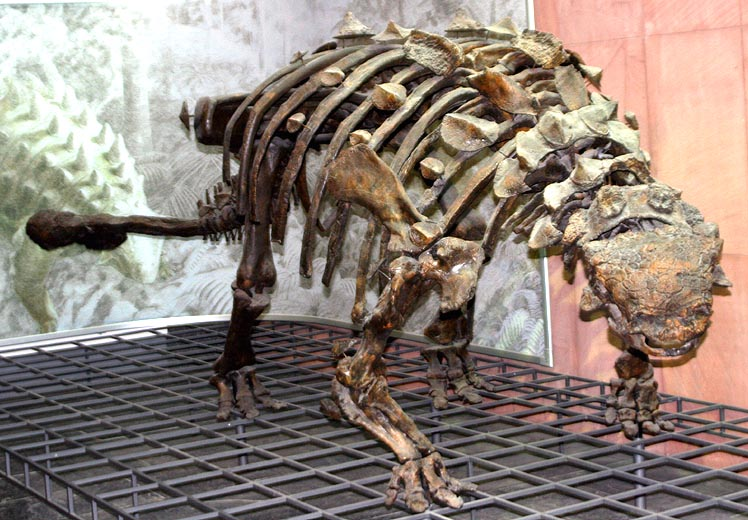
Ankylosauridae

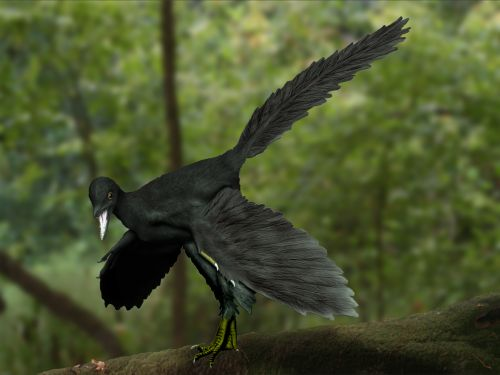
Archaeopterygidae

### A

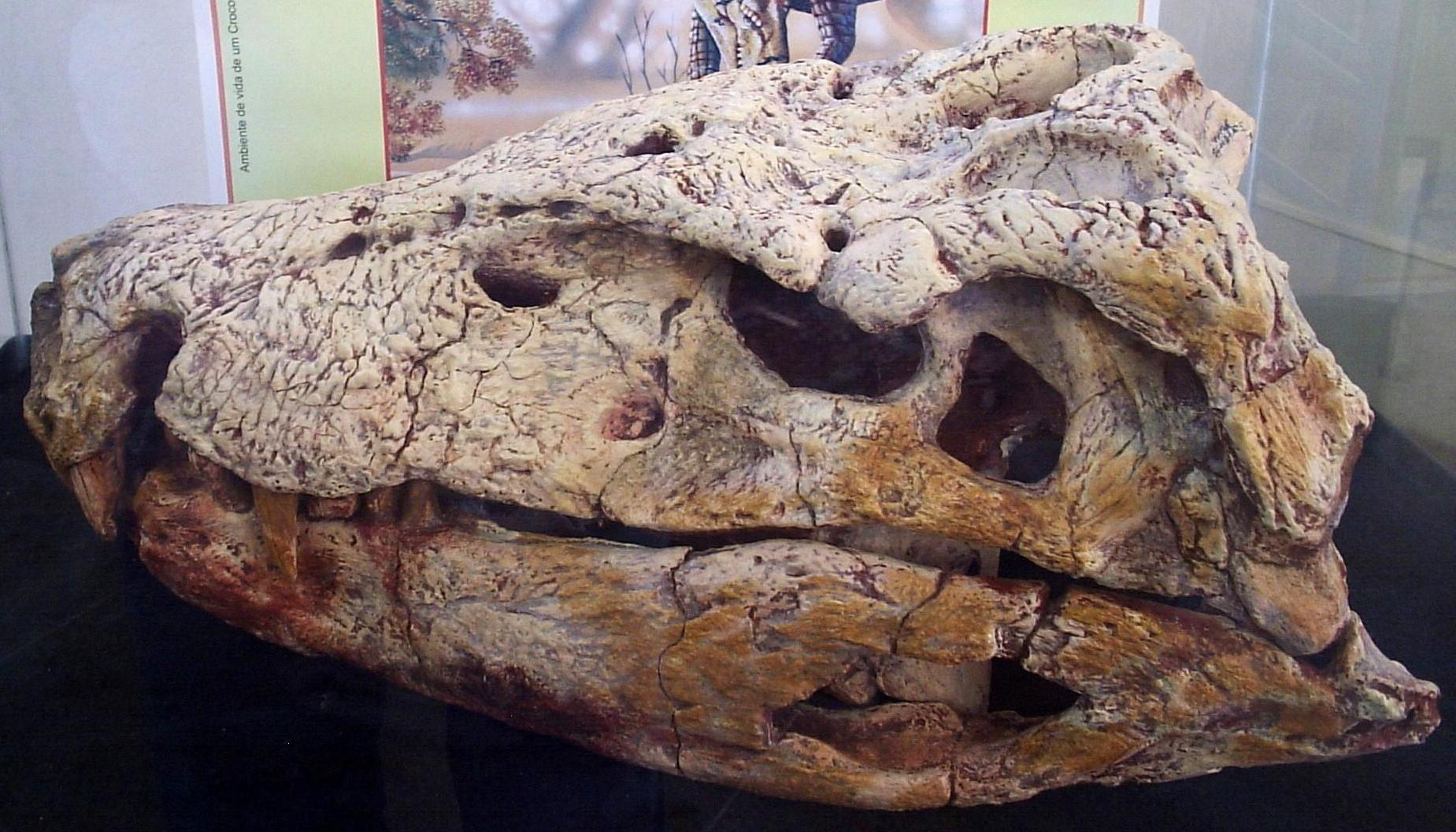
Baurusuchidae

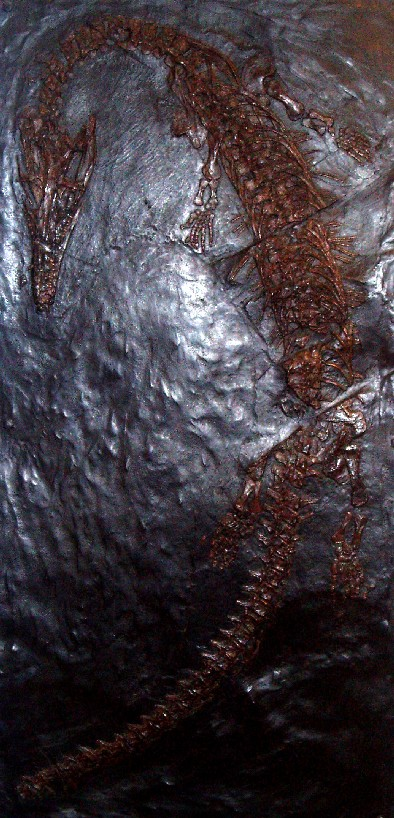
Askeptosauridae

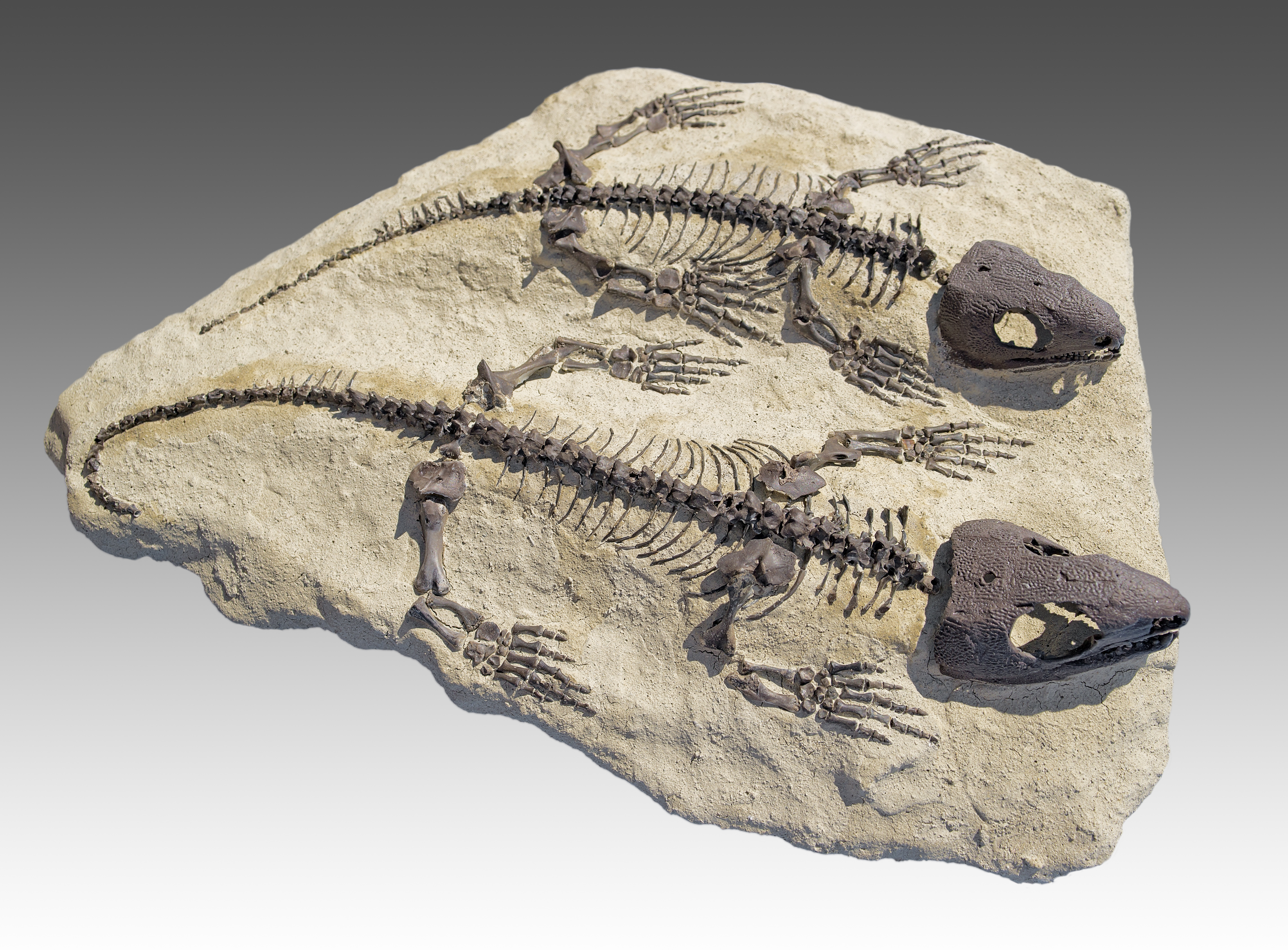
Captorhinidae

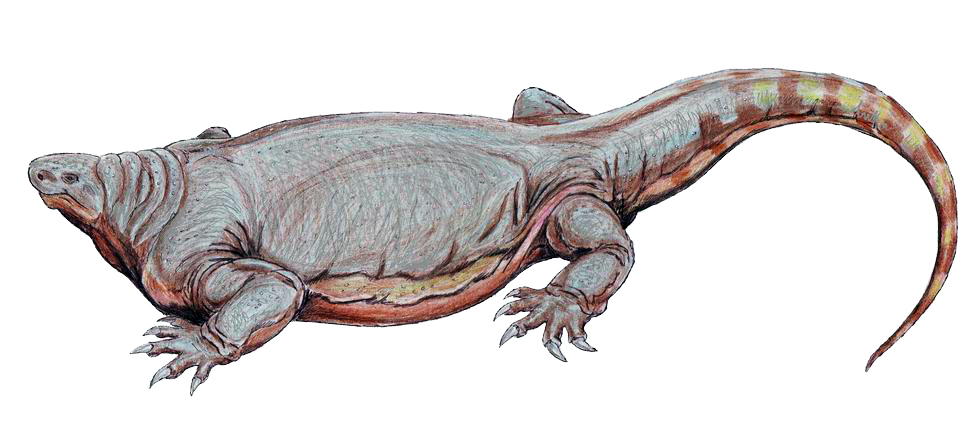
Caseidae

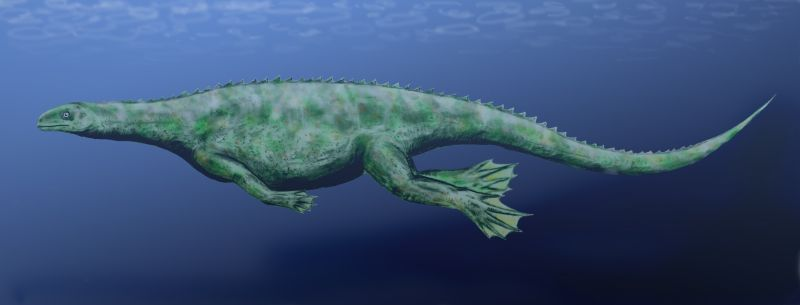
Claudiosauridae

- Abelisauridae
- Agustiniidae
- Allosauridae
- Alvarezsauridae
- Alxasauridae
- Anchisauridae
- Ankylosauridae
- Antarctosauridae
- Archaeoceratopsidae
- Archaeopterygidae
- Argyrosauridae
- Avimimidae

### B

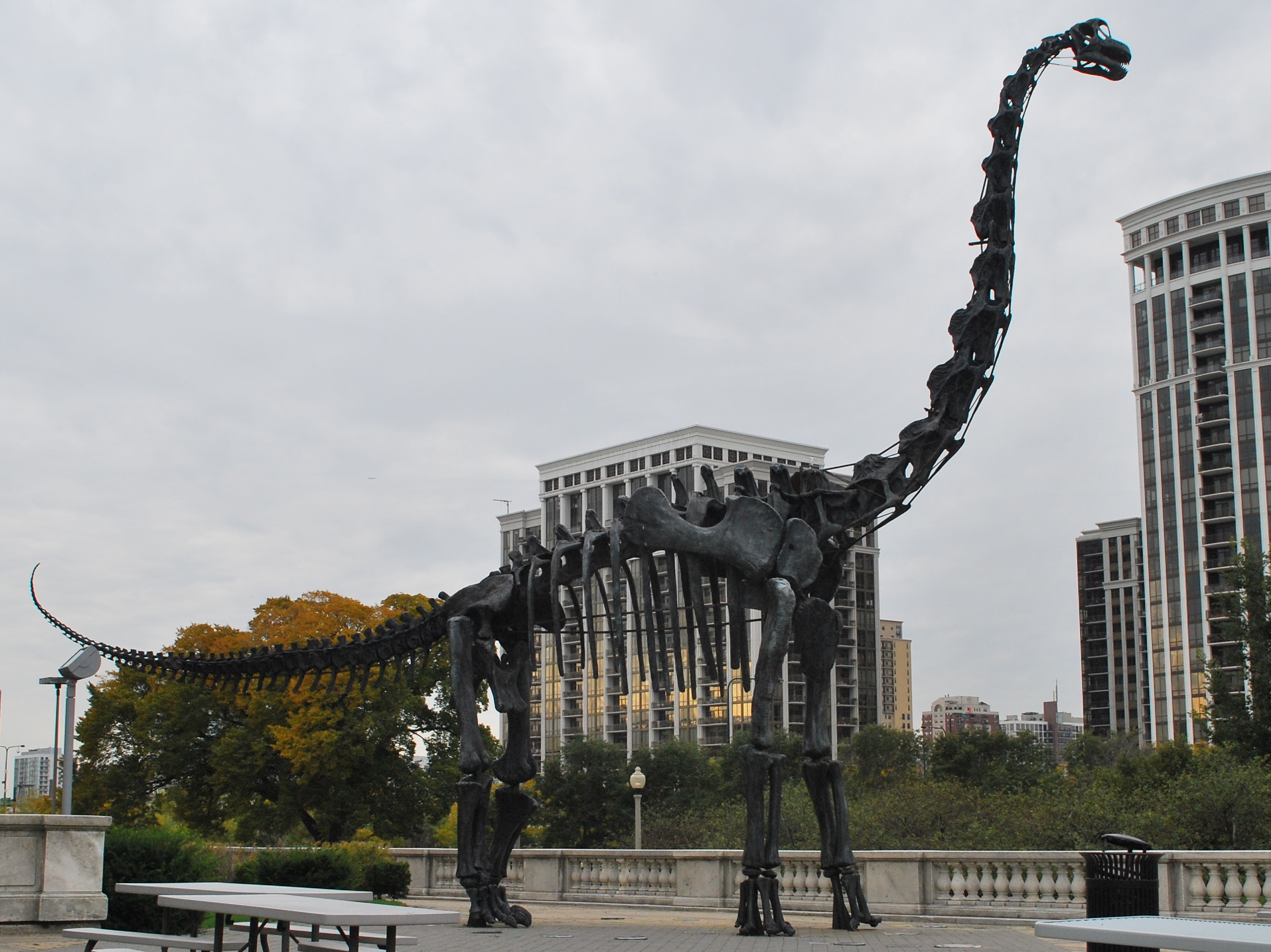
Brachiosauridae

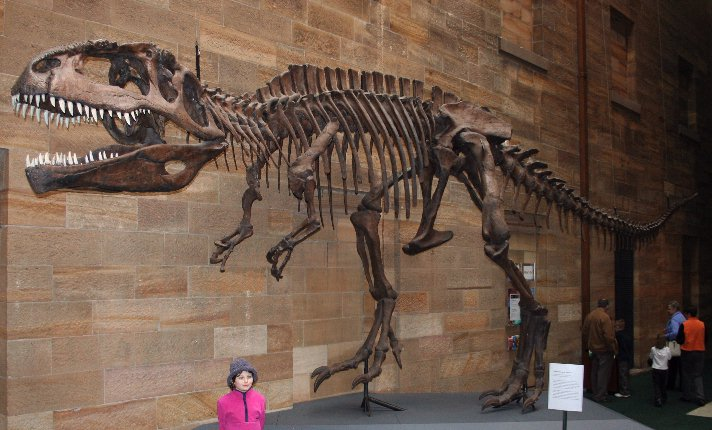
Carcharodontosauridae

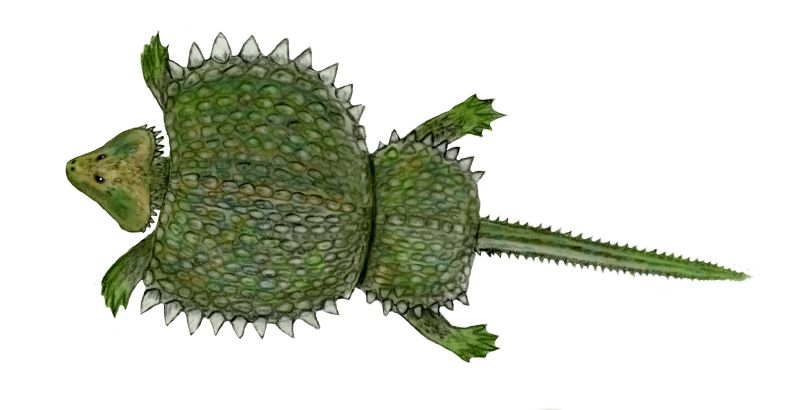
Cyamodontidae

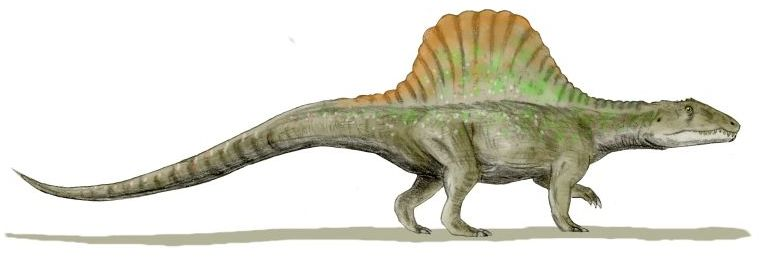
Ctenosauriscidae

- Bagaceratopidae
- Bahariasauridae
- Bothriospondylidae
- Blikanasauridae
- Brachiosauridae

### C

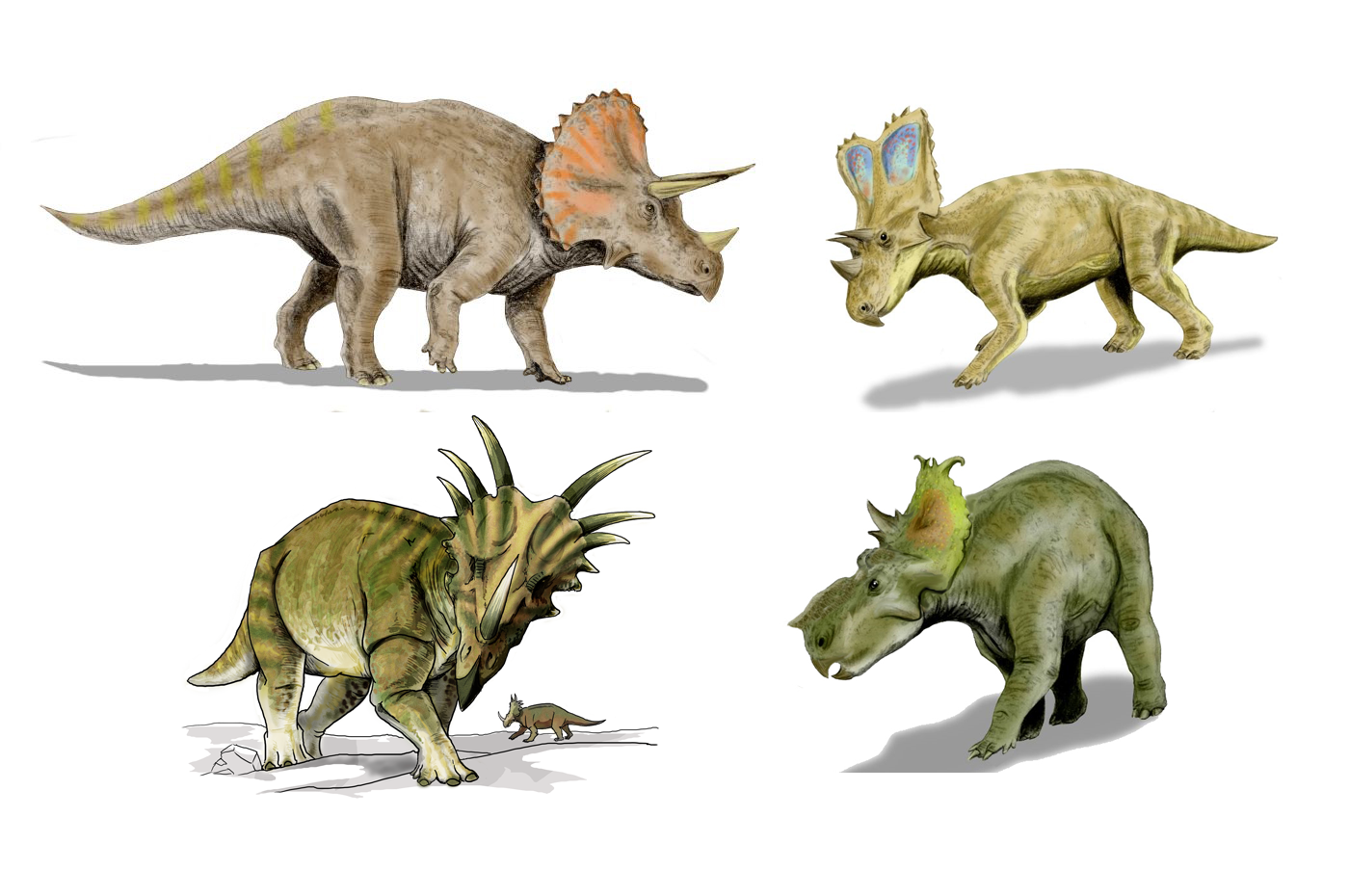
Ceratopsidae

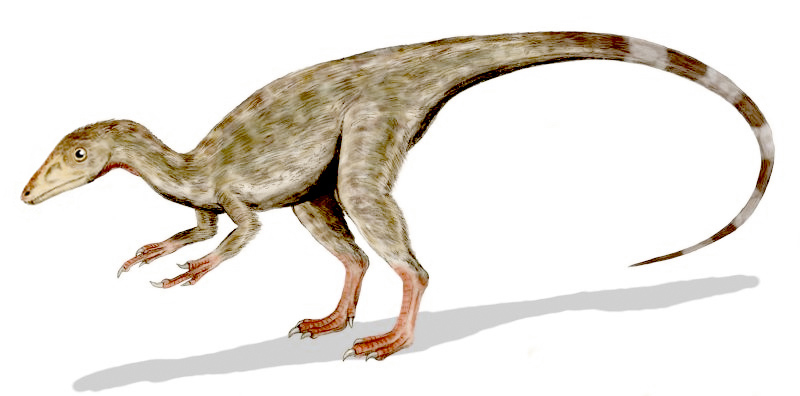
Compsognathidae

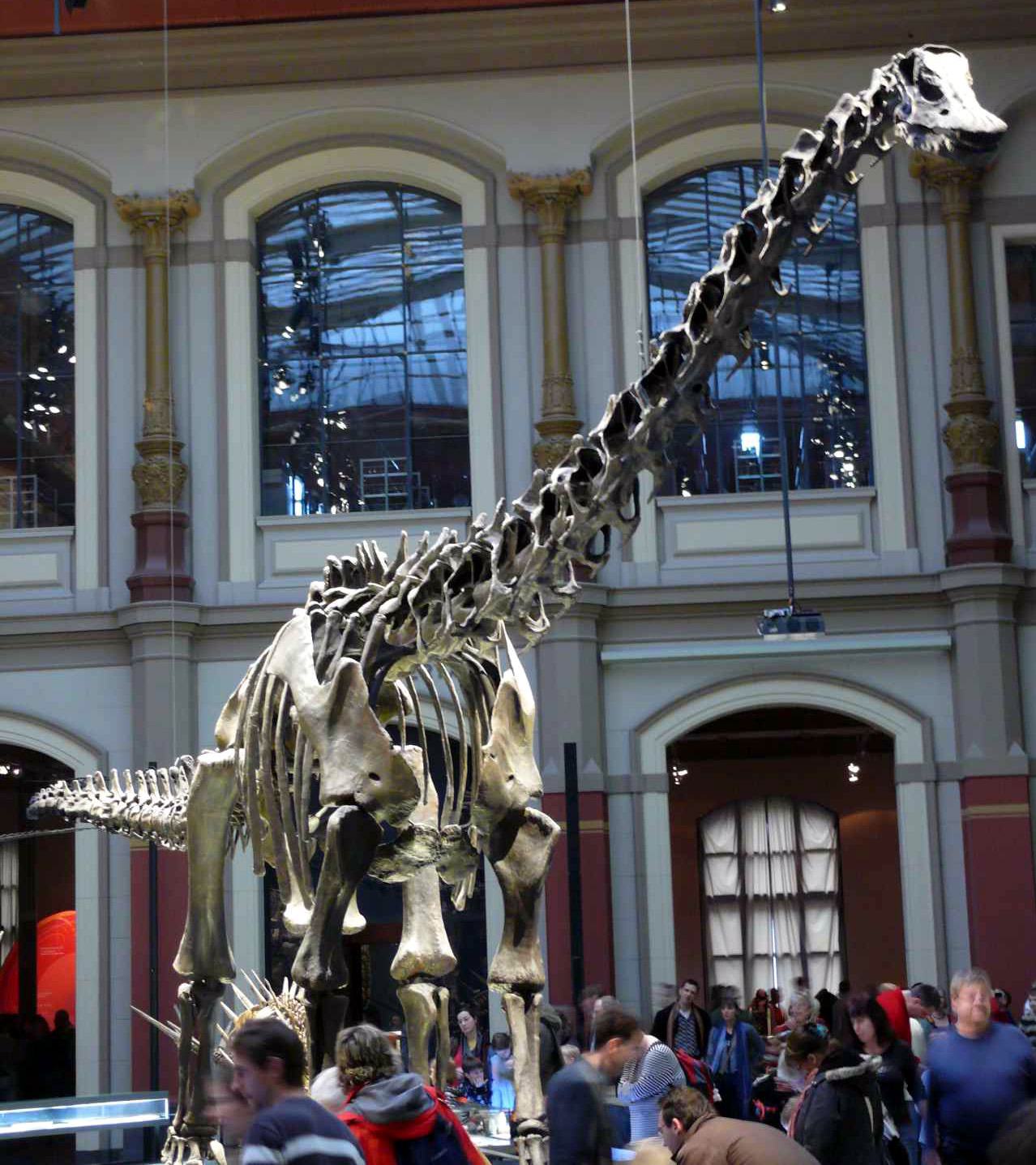
Diplodocidae

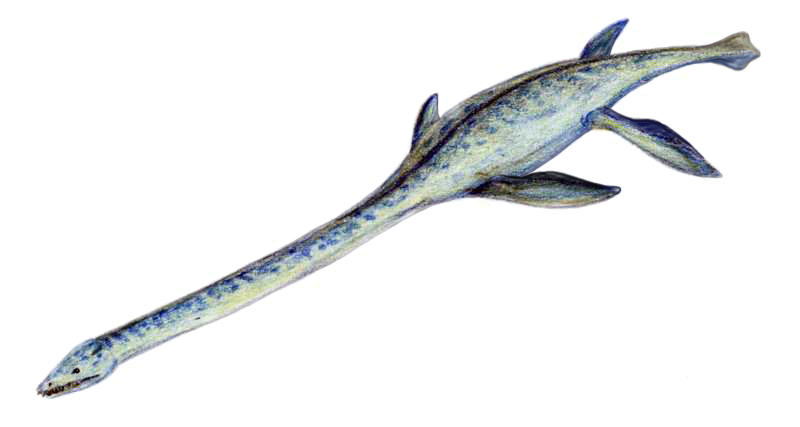
Elasmosauridae

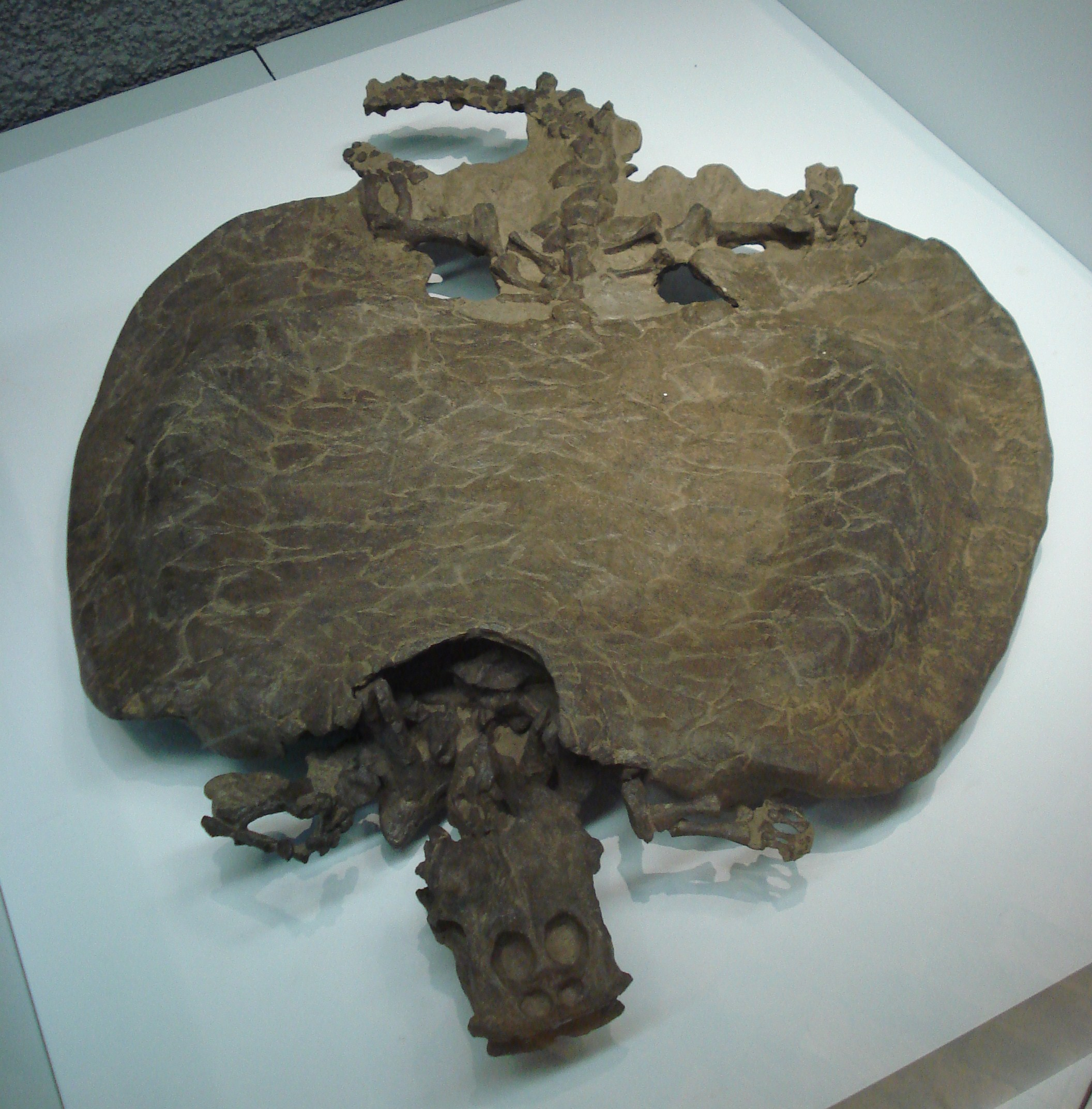
Henodontidae

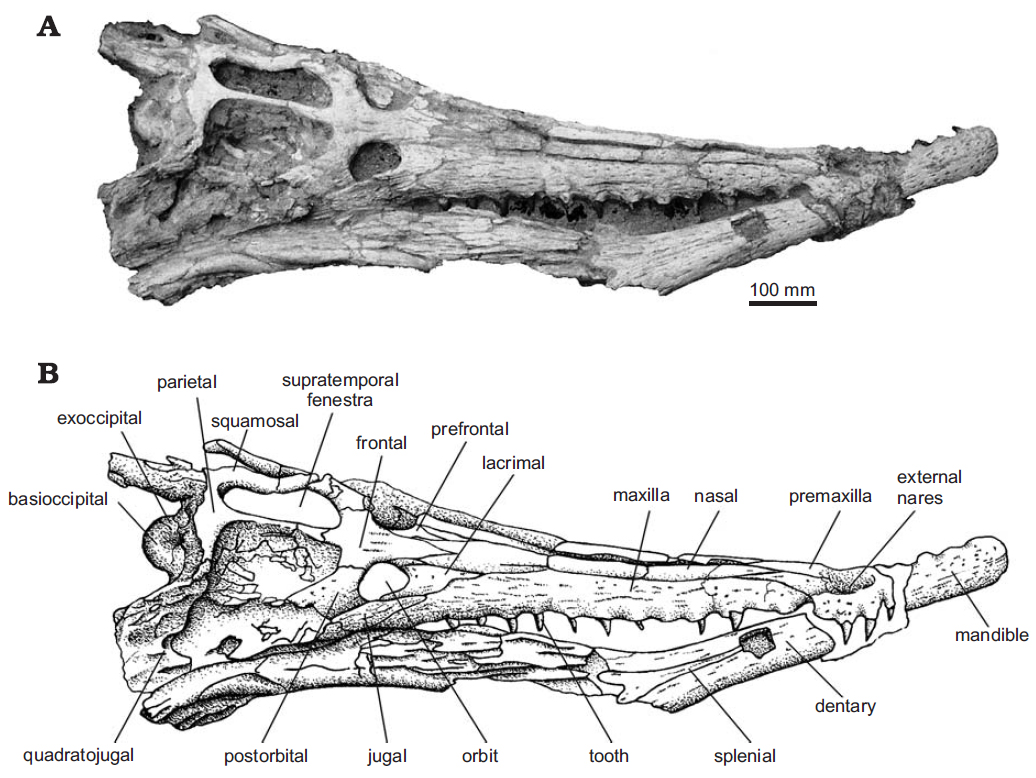
Dyrosauridae

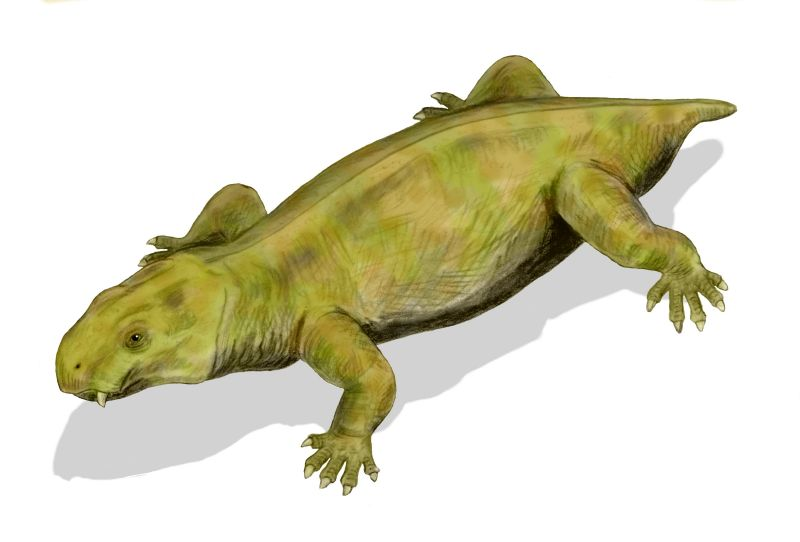
Dicynodontidae

- Caenagnathidae
- Camarasauridae
- Camptosauridae
- Carcharodontosauridae
- Caudipteridae
- Ceratopsidae
- Ceratosauridae
- Cetiosauridae
- Chaoyangsauridae
- Coelophysidae
- Coeluridae
- Compsognathidae

### D

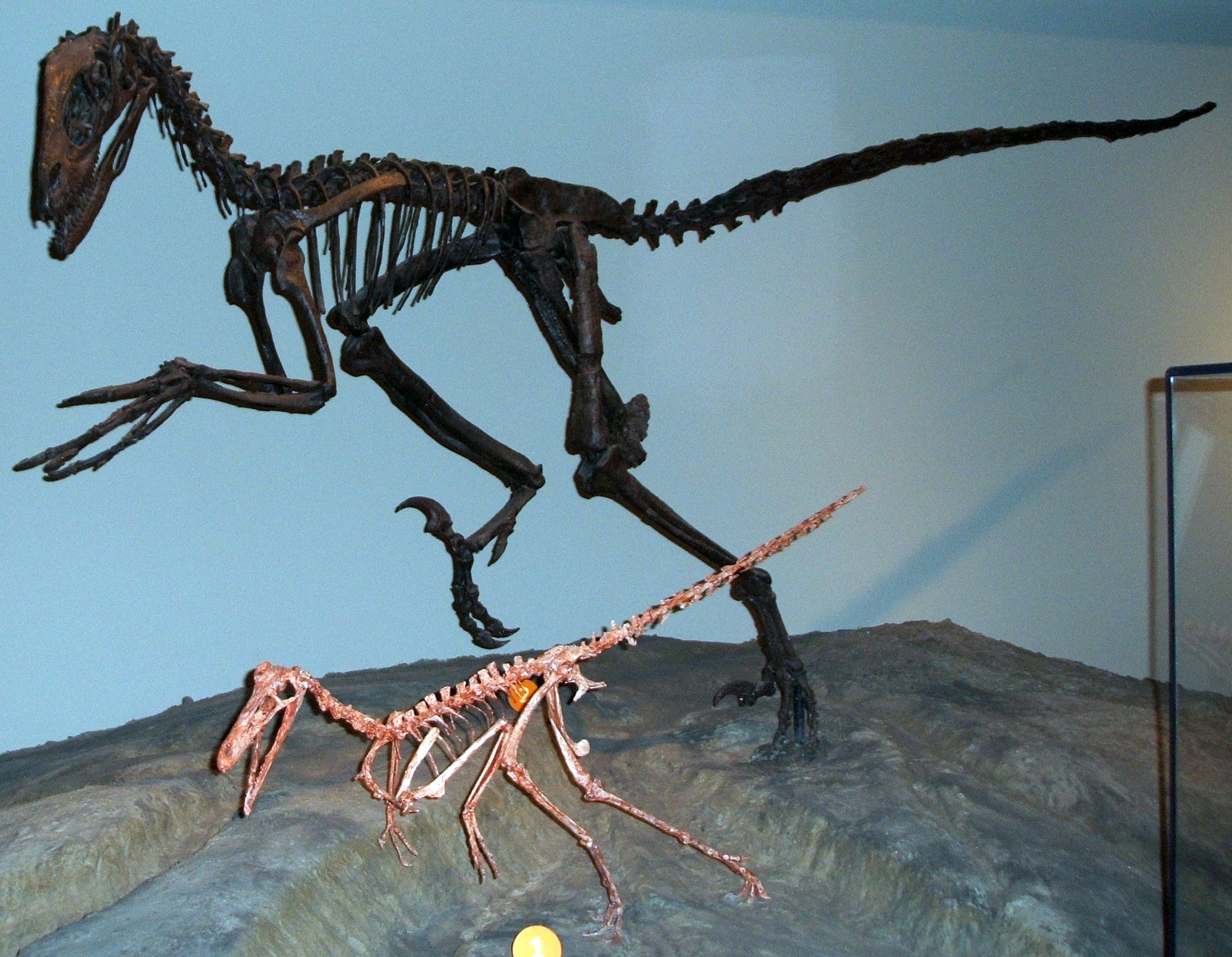
Dromaeosauridae

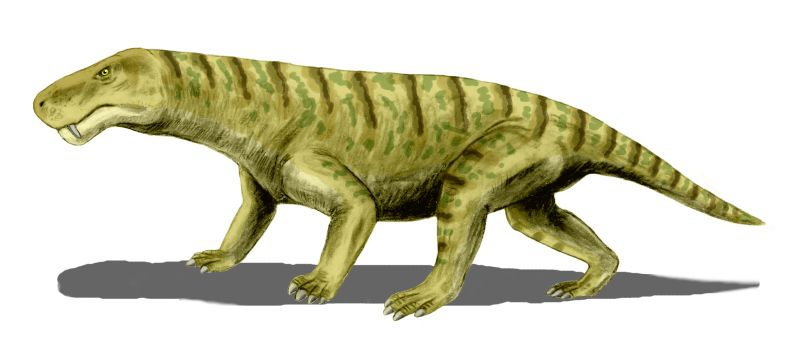
Gorgonopsidae

- Deinocheiridae
- Dendroolithidae
- Dicraeosauridae
- Dilophosauridae
- Diplodocidae
- Dromaeosauridae
- Dryosauridae
- Dryptosauridae

### E

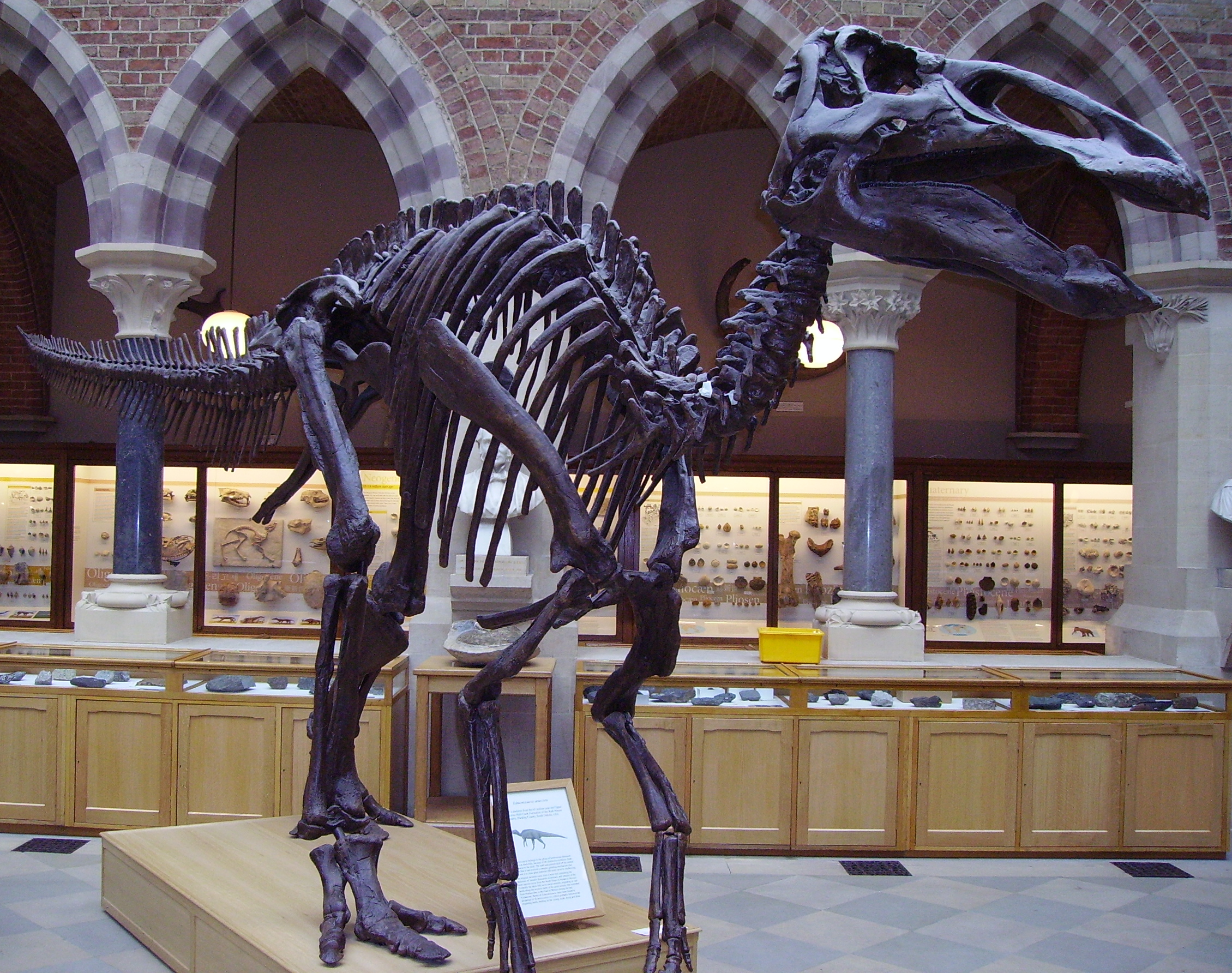
Hadrosauridae

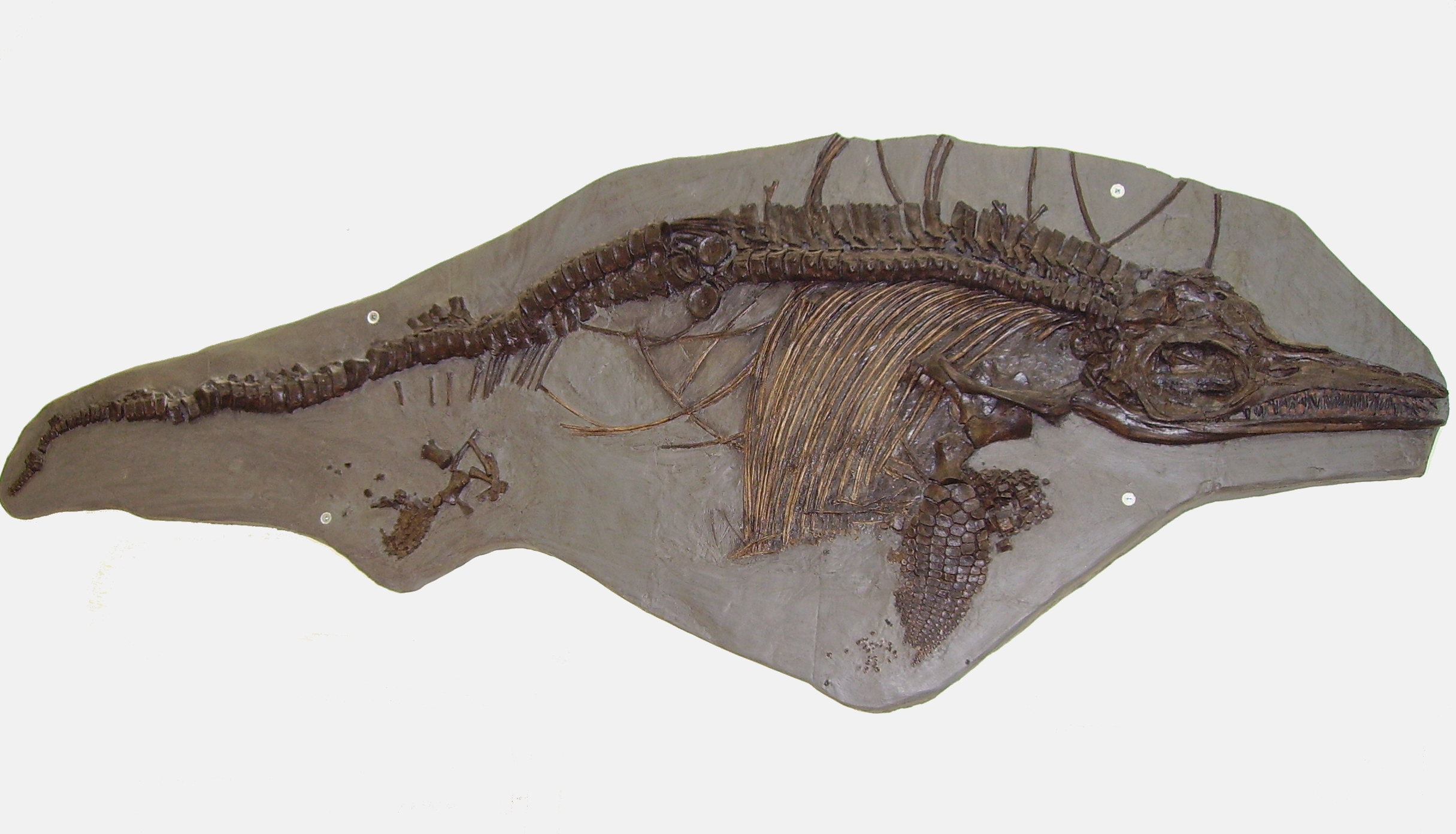
Ichthyosauridae

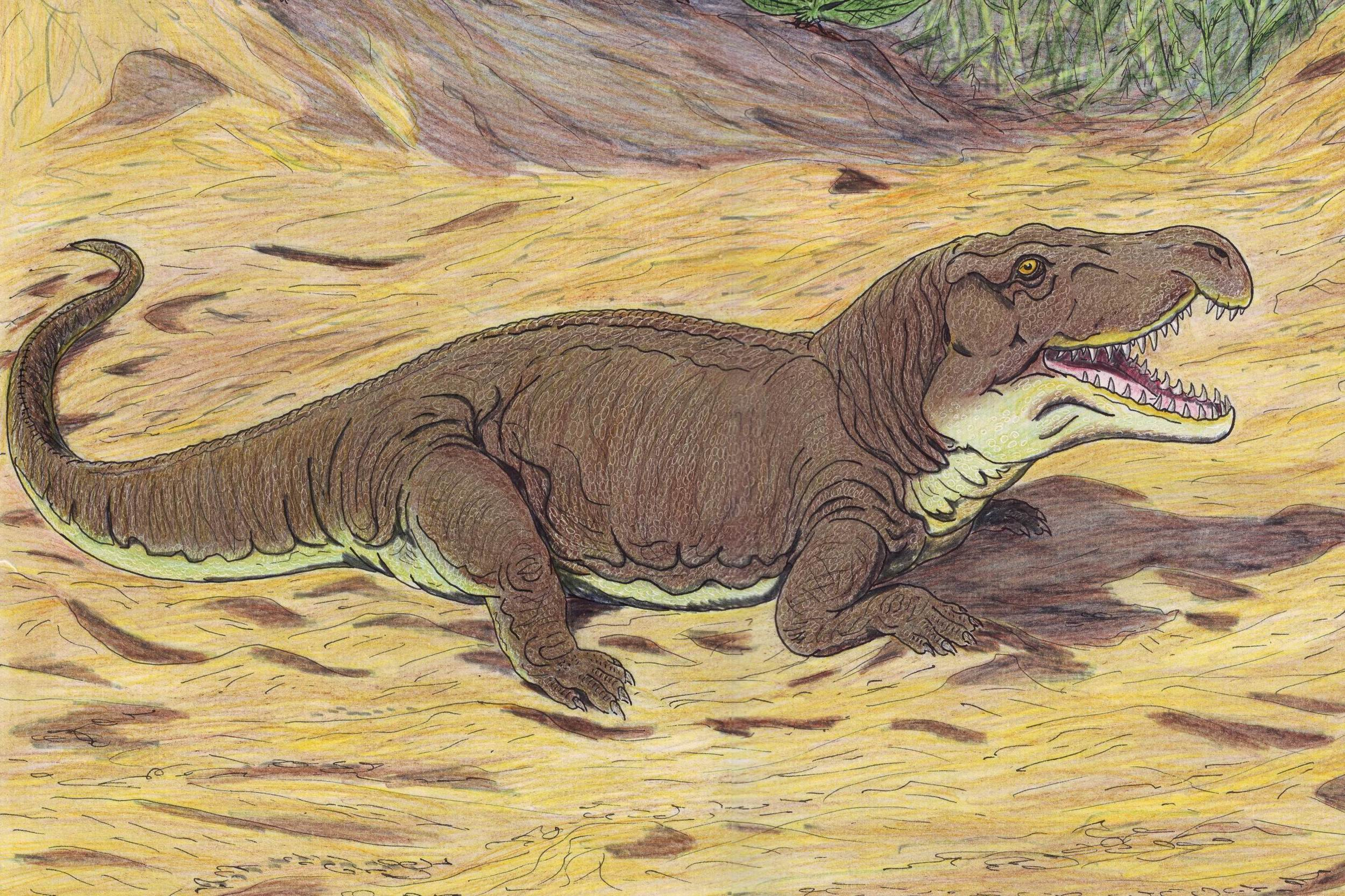
Erythrosuchidae

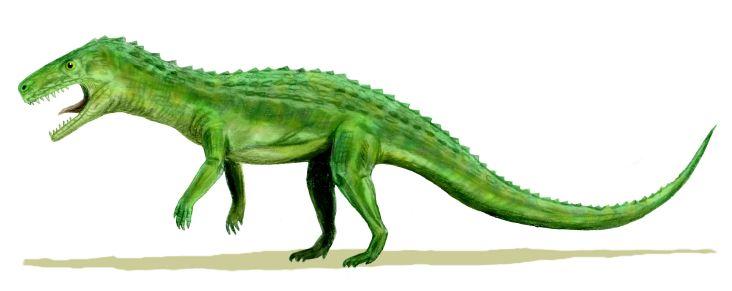
Euparkeriidae

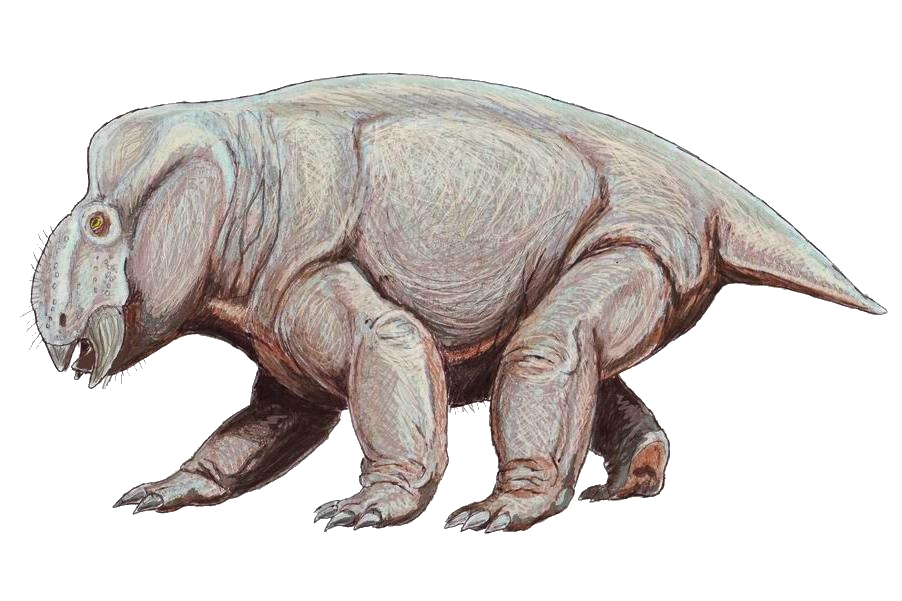
Kannemeyeriidae

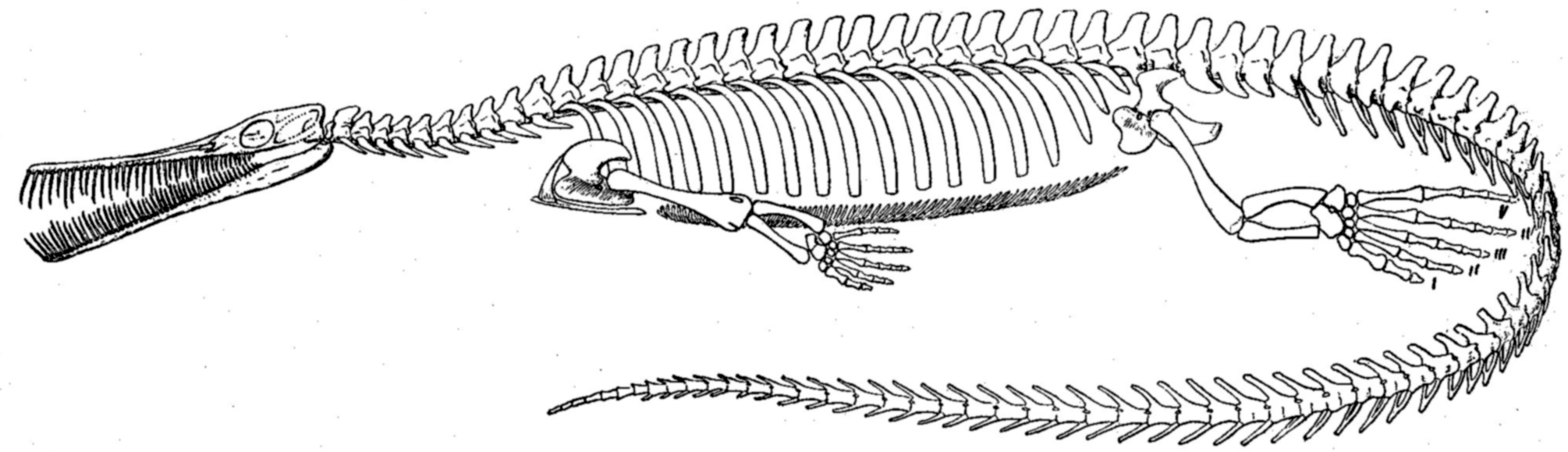
Mesosauridae

- Euhelopodidae

### F
- Fabrosauridae

### G

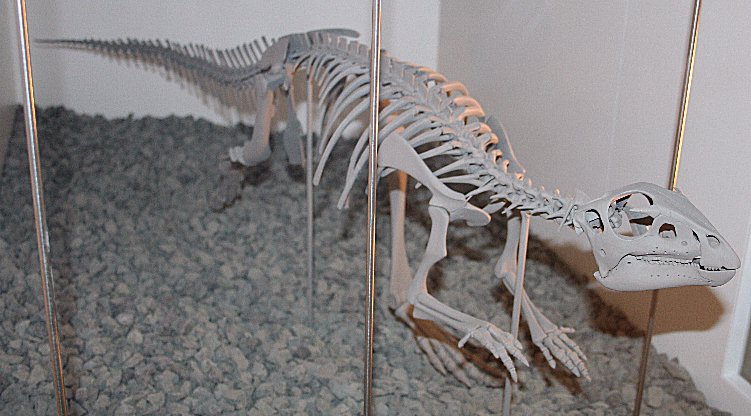
Hypsilophodontidae

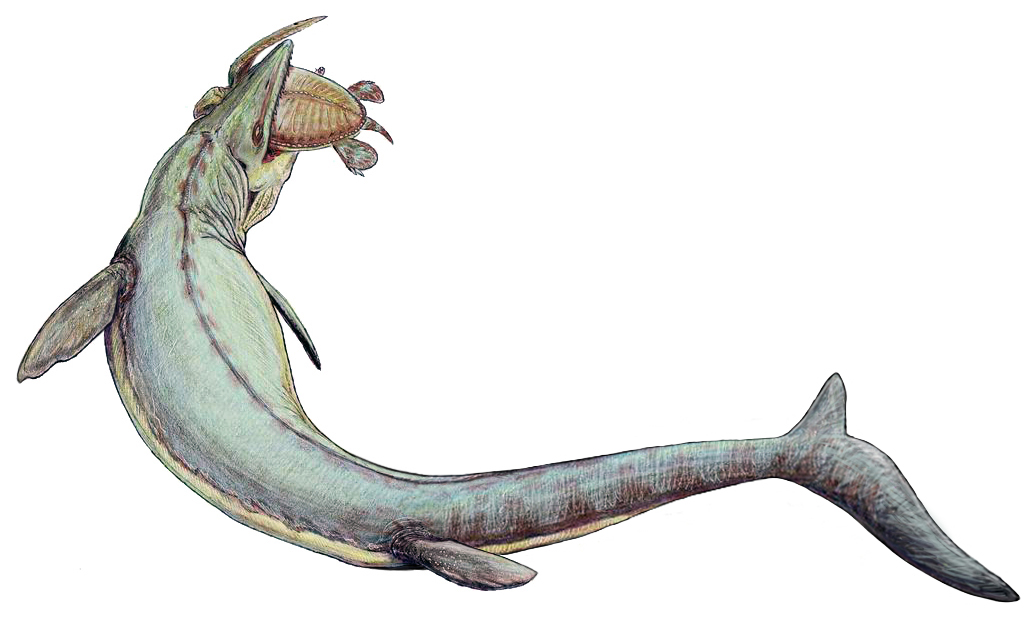
Mosasauridae

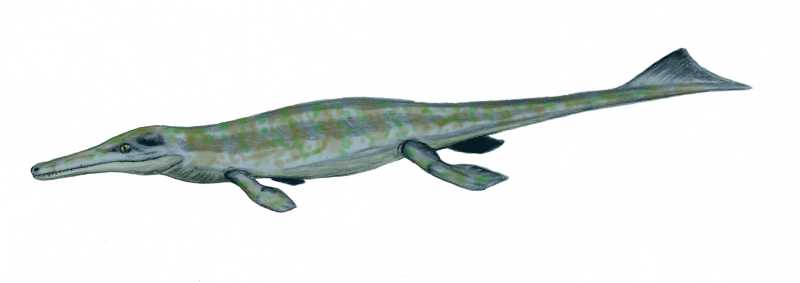
Metriorhynchidae

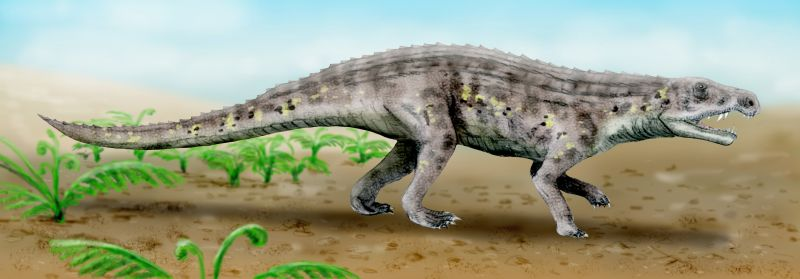
Ornithosuchidae

- Garudimimidae
- Guaibasauridae

### H

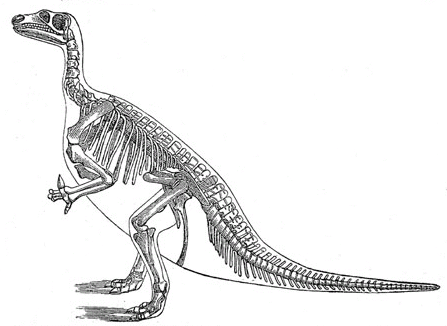
Iguanodontidae

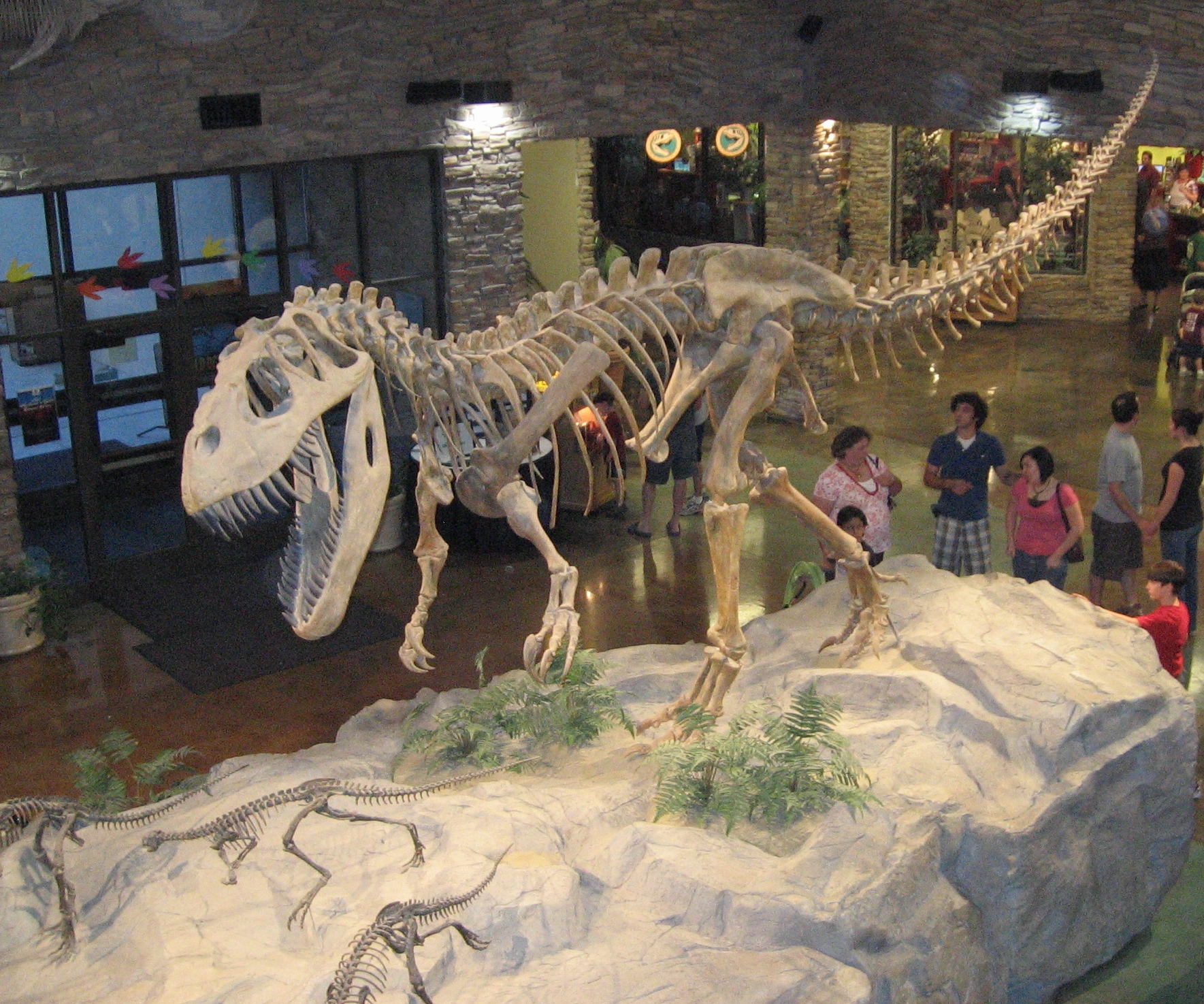
Megalosauridae

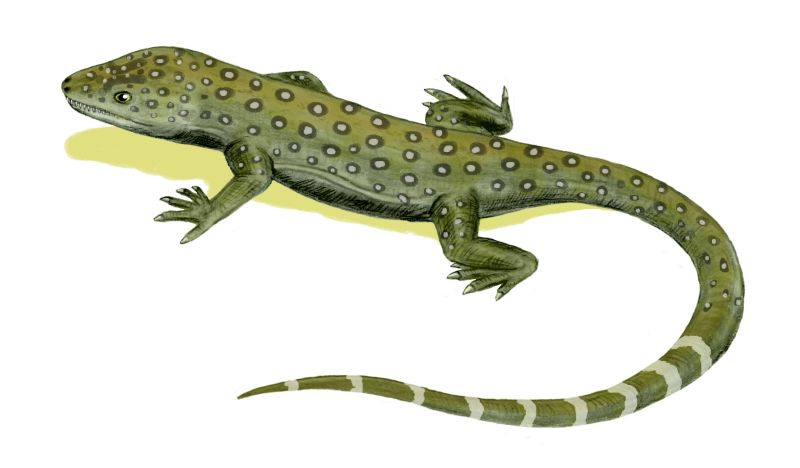
Millerettidae

- Hadrosauridae
- Halticosauridae
- Haplocanthosauridae
- Harpymimidae
- Herrerasauridae
- Heterodontosauridae
- Homalocephalidae
- Hongshanornithidae
- Huanghetitanidae
- Huayangosauridae
- Hypsilophodontidae

### I

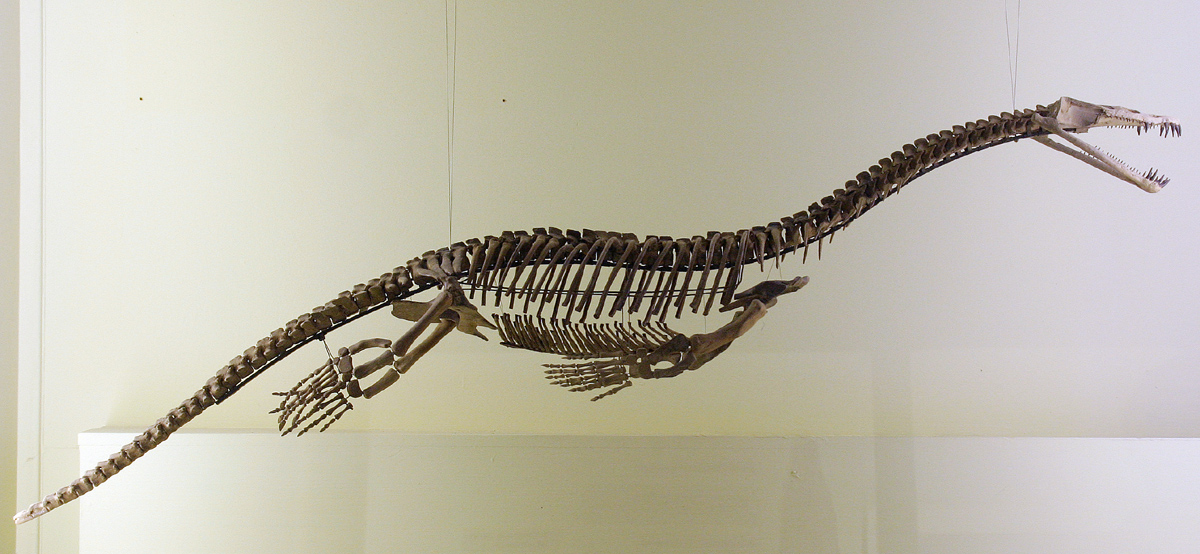
Nothosauridae

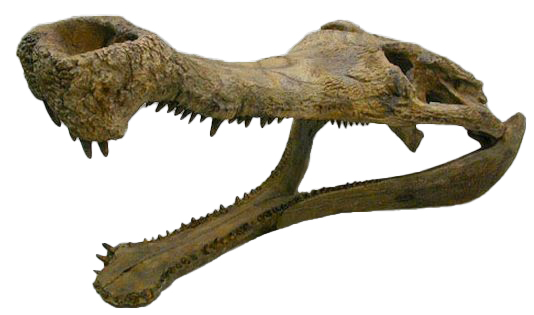
Pholidosauridae

- Iguanodontidae

### J
- Jeholosauridae

### L

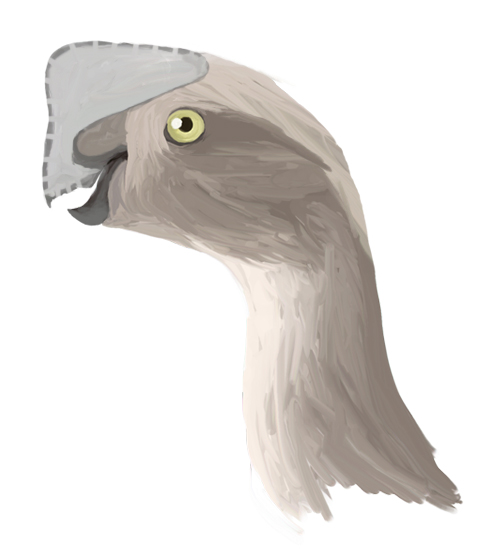
Oviraptoridae

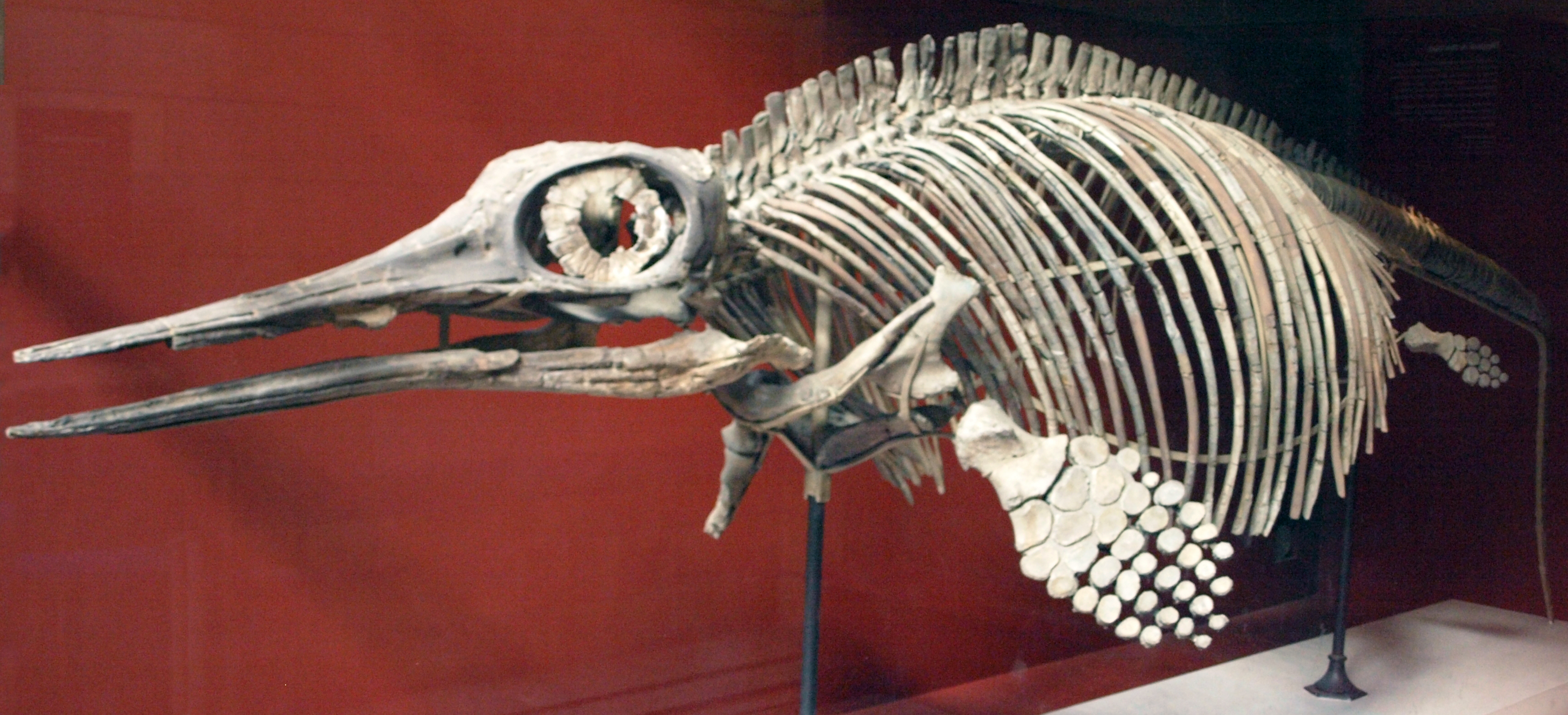
Ophthalmosauridae

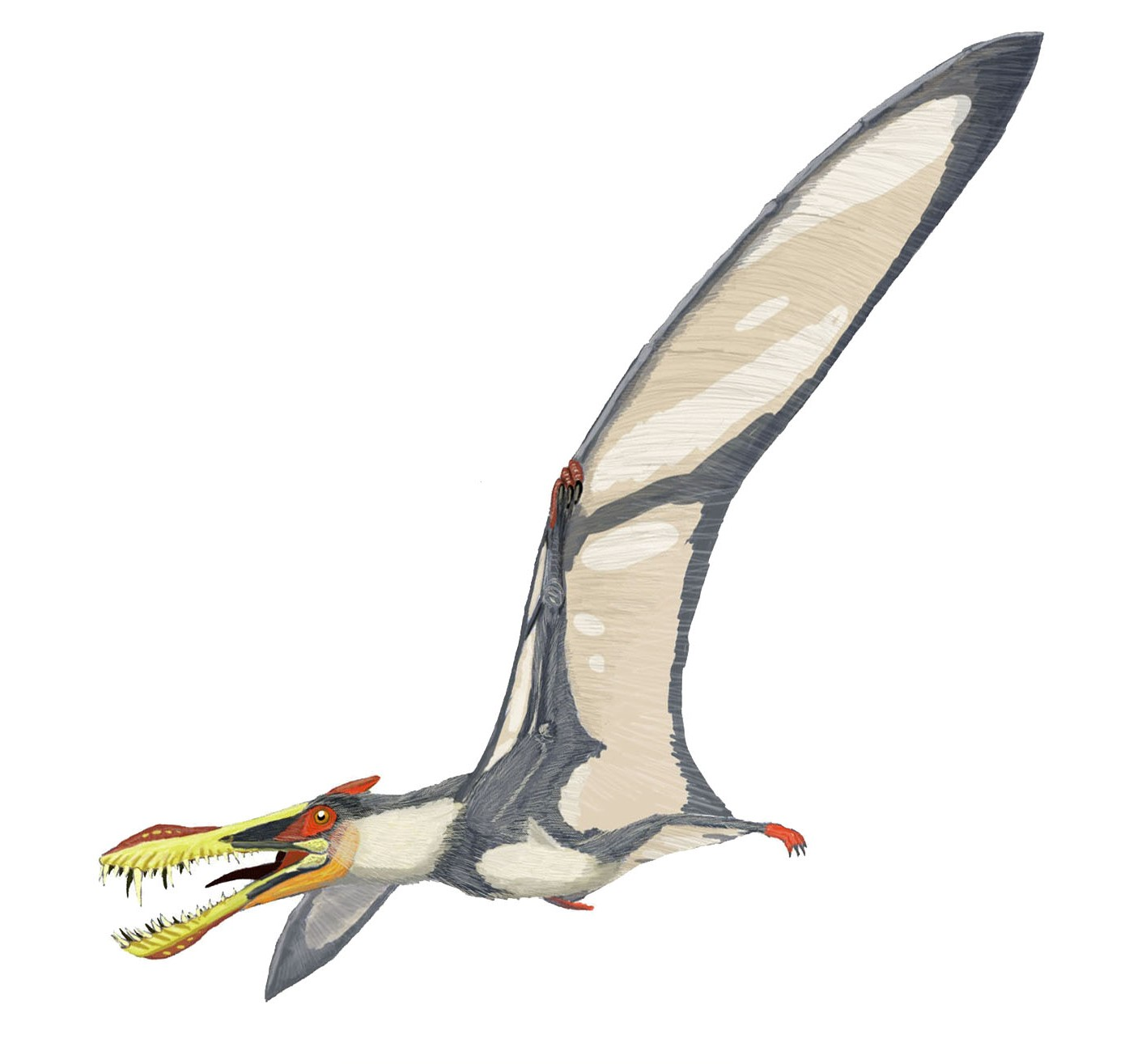
Ornithocheiridae

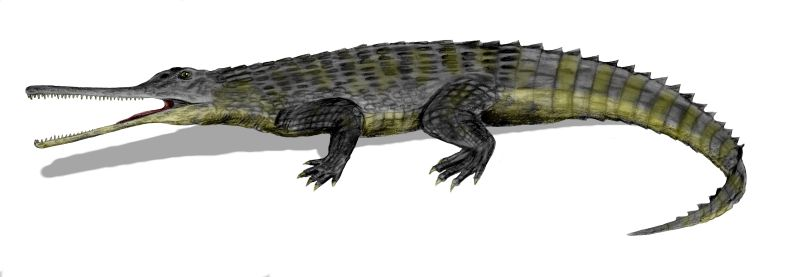
Phytosauridae

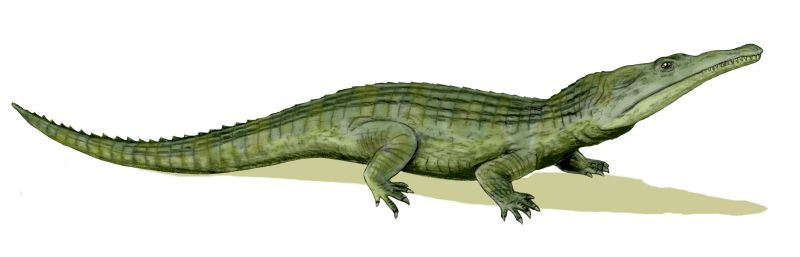
Proterochampsidae

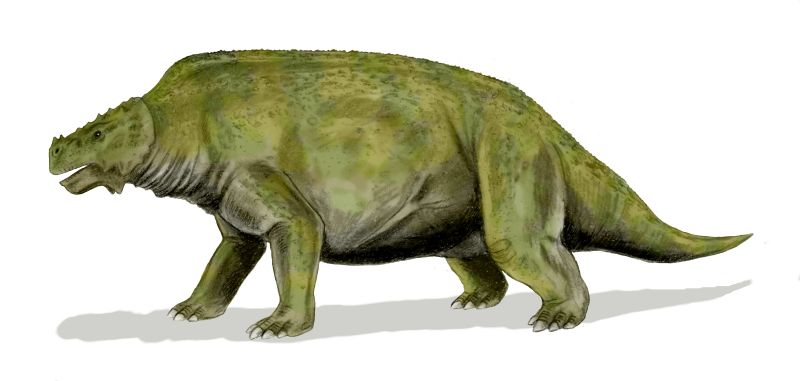
Pareiasauridae

- Leptoceratopsidae

### M

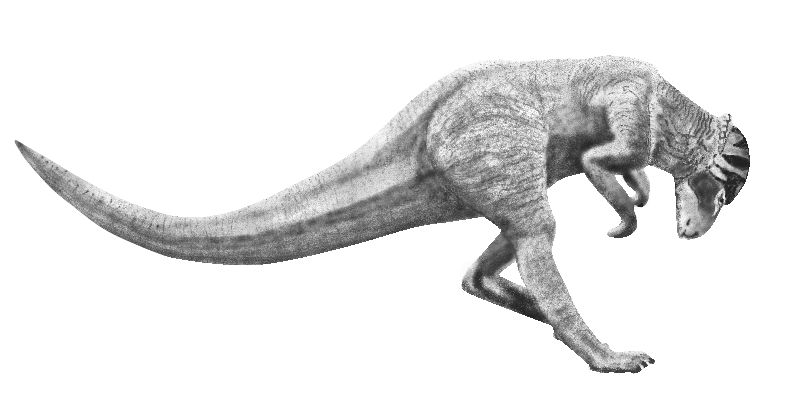
Pachycephalosauridae

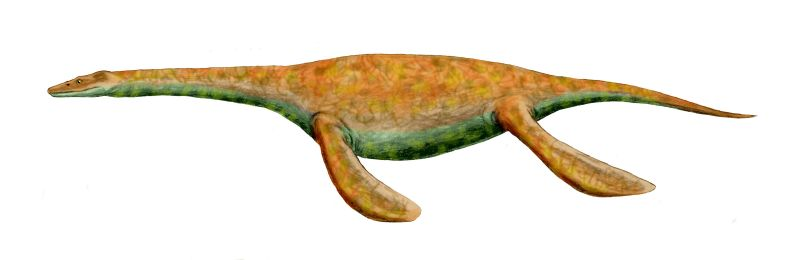
Pistosauridae

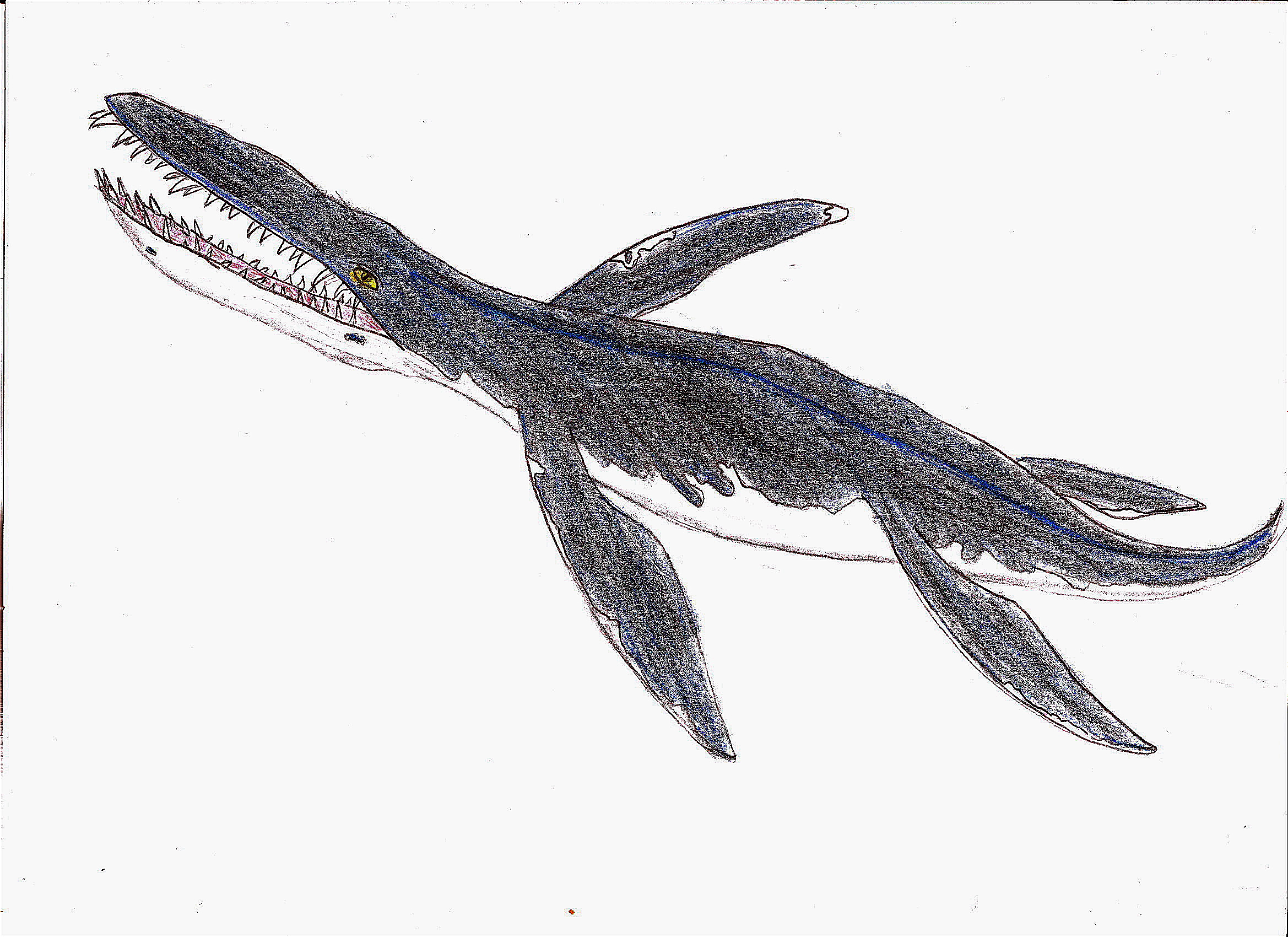
Pliosauridae

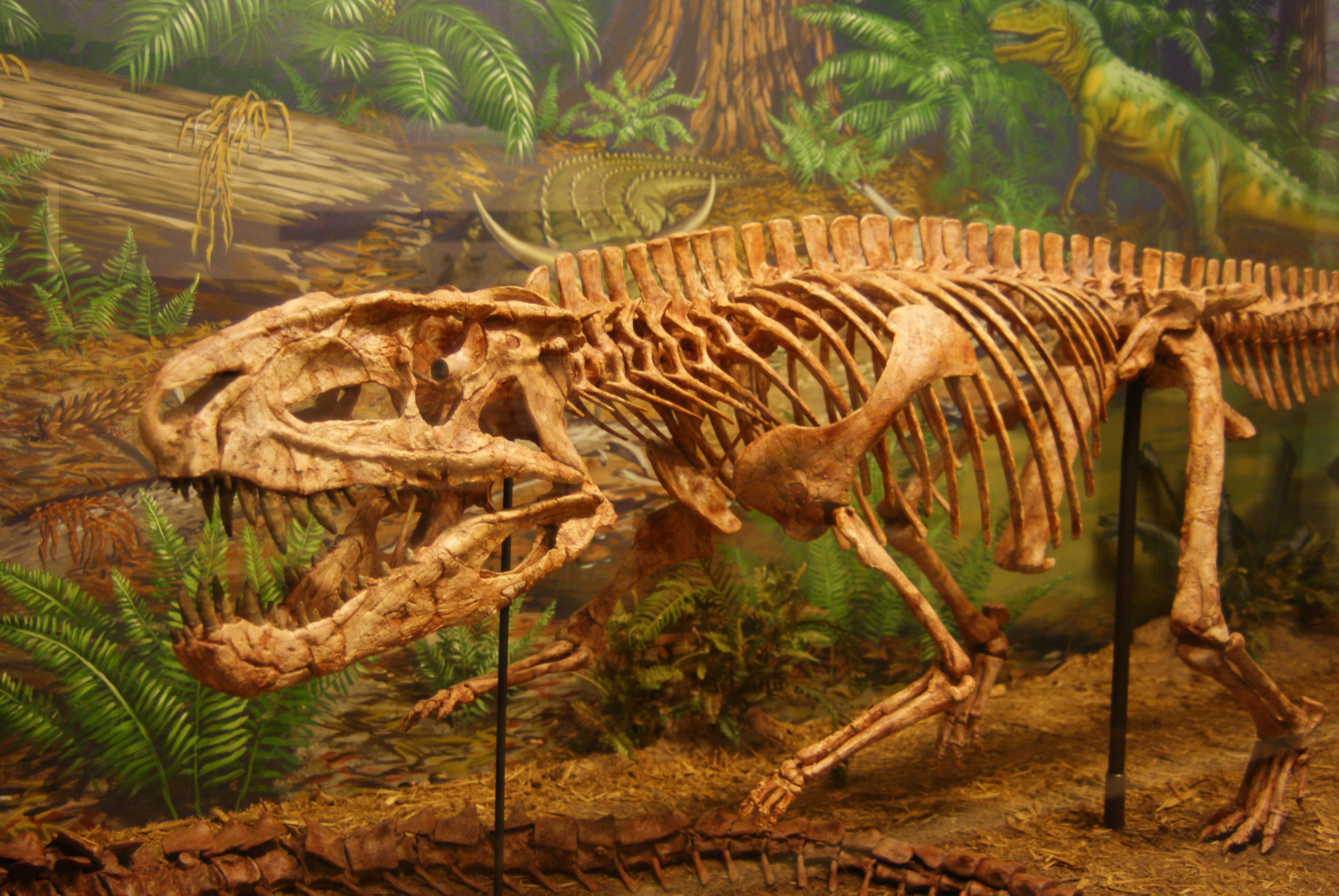
Rauisuchidae

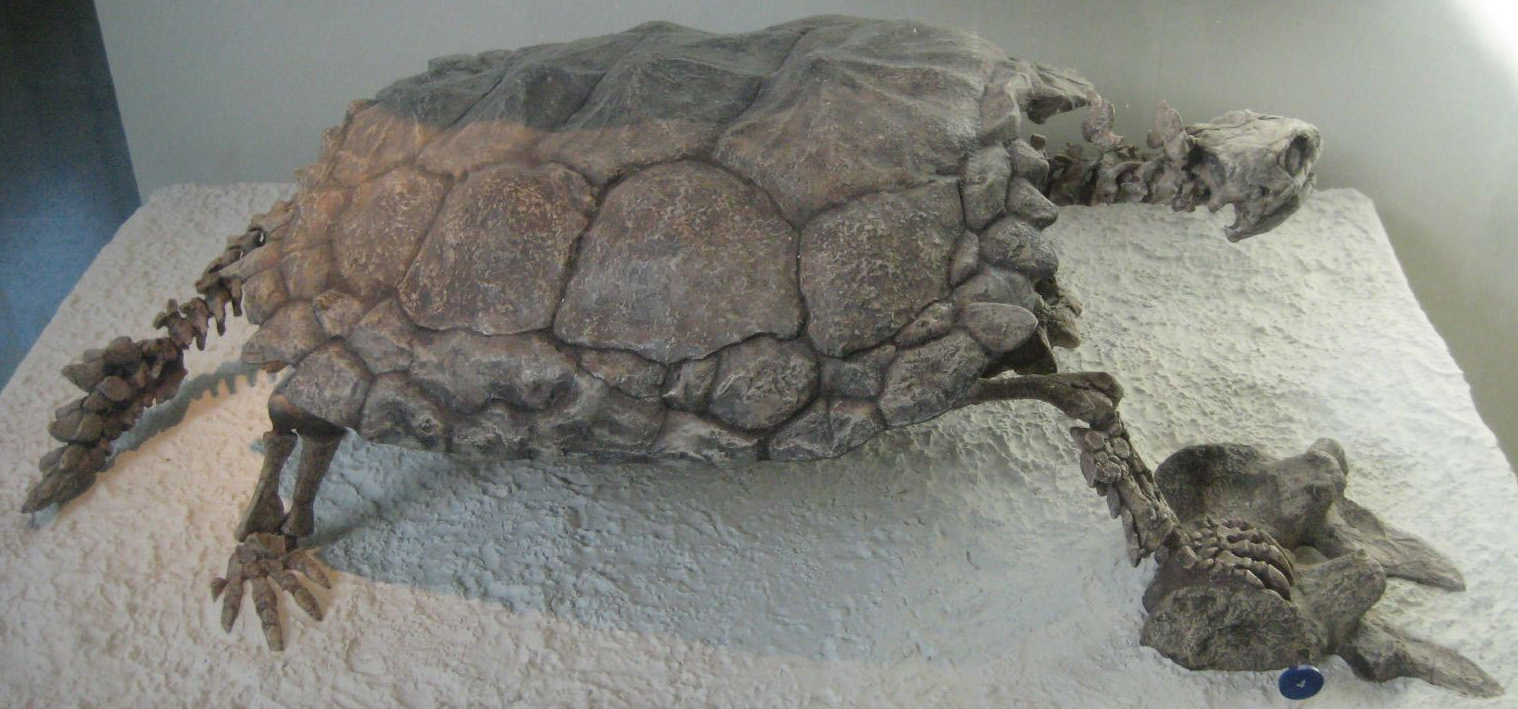
Proganochelyidae

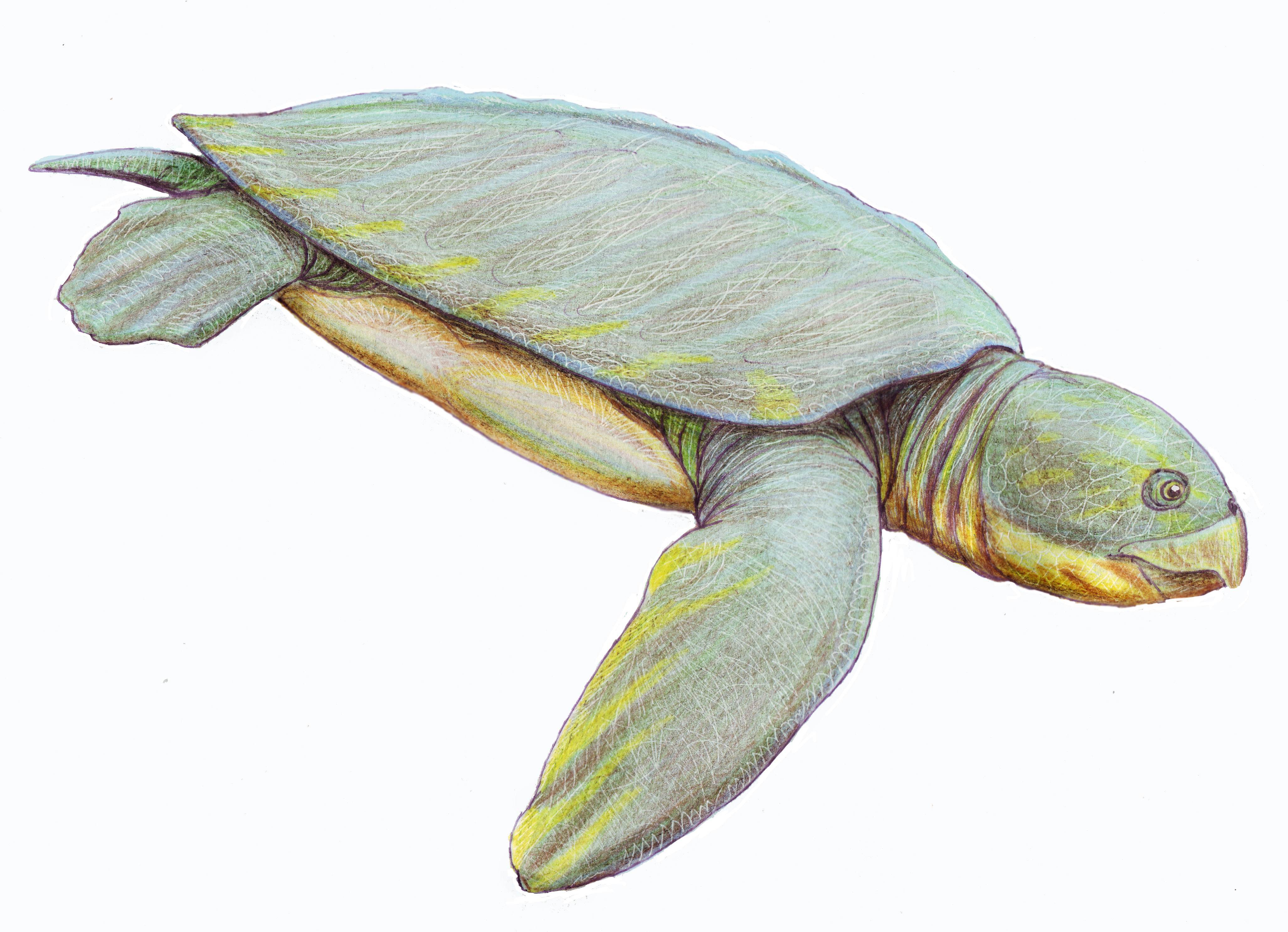
Protostegidae

- Mamenchisauridae
- Massospondylidae
- Megalosauridae
- Megaraptoridae
- Melanorosauridae
- Metriacanthosauridae

### N

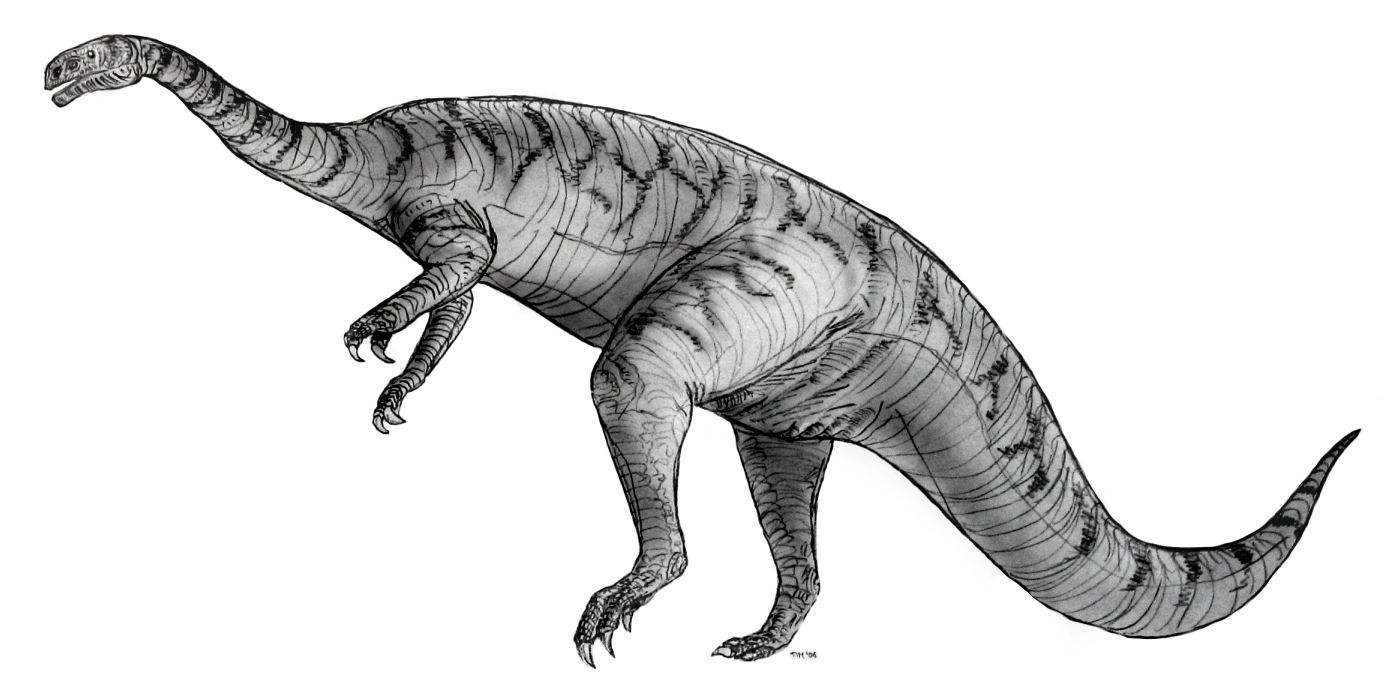
Plateosauridae

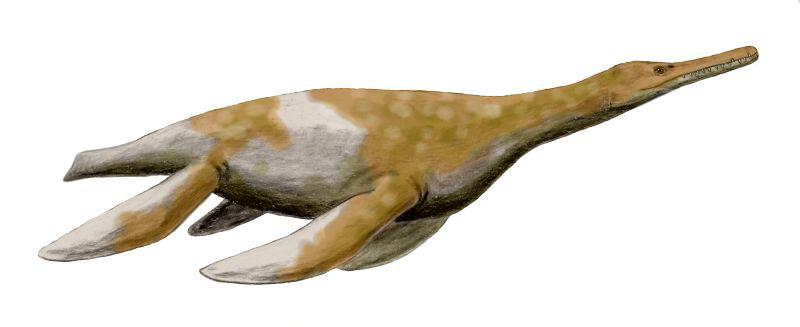
Polycotylidae

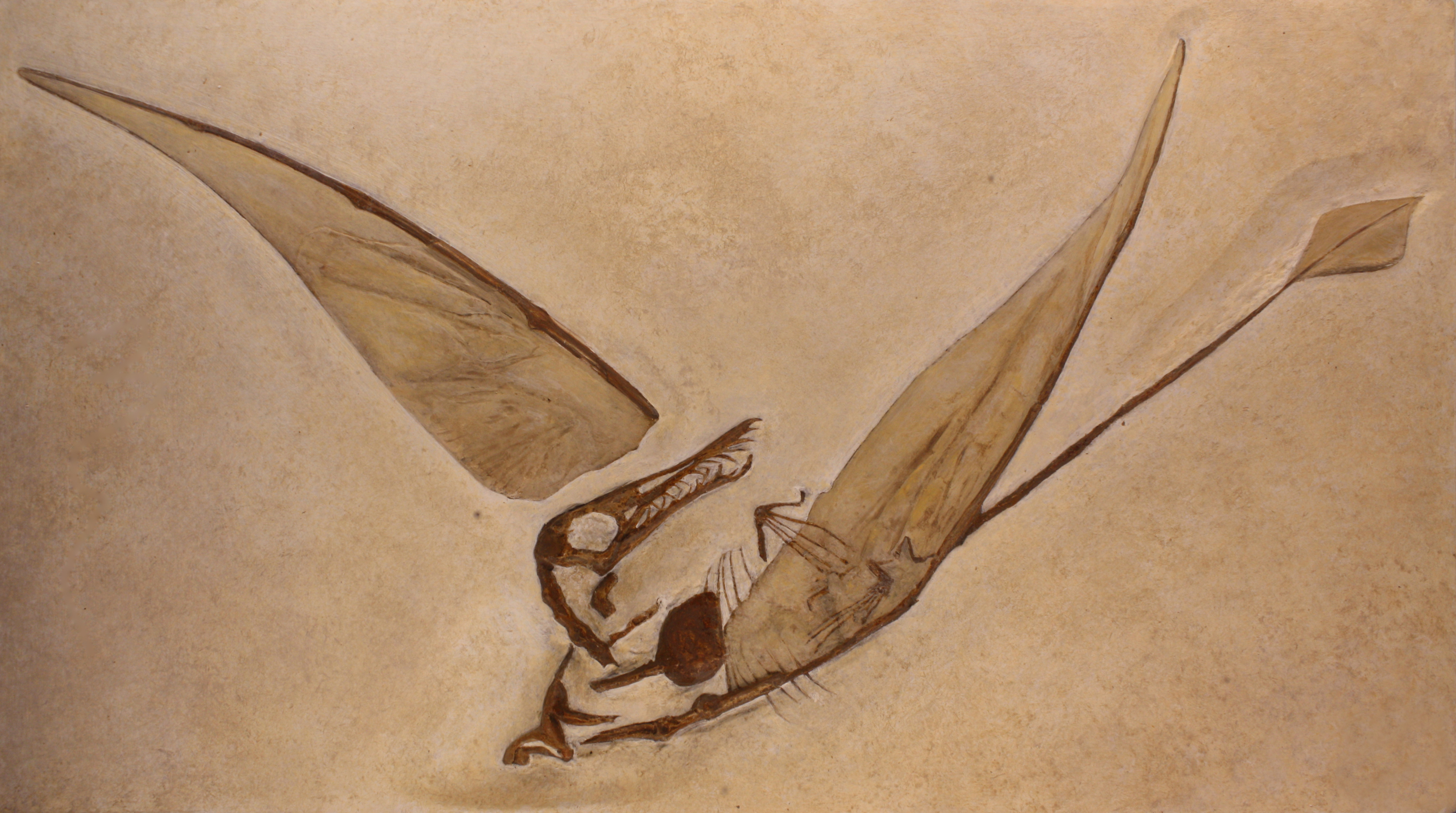
Rhamphorhynchidae

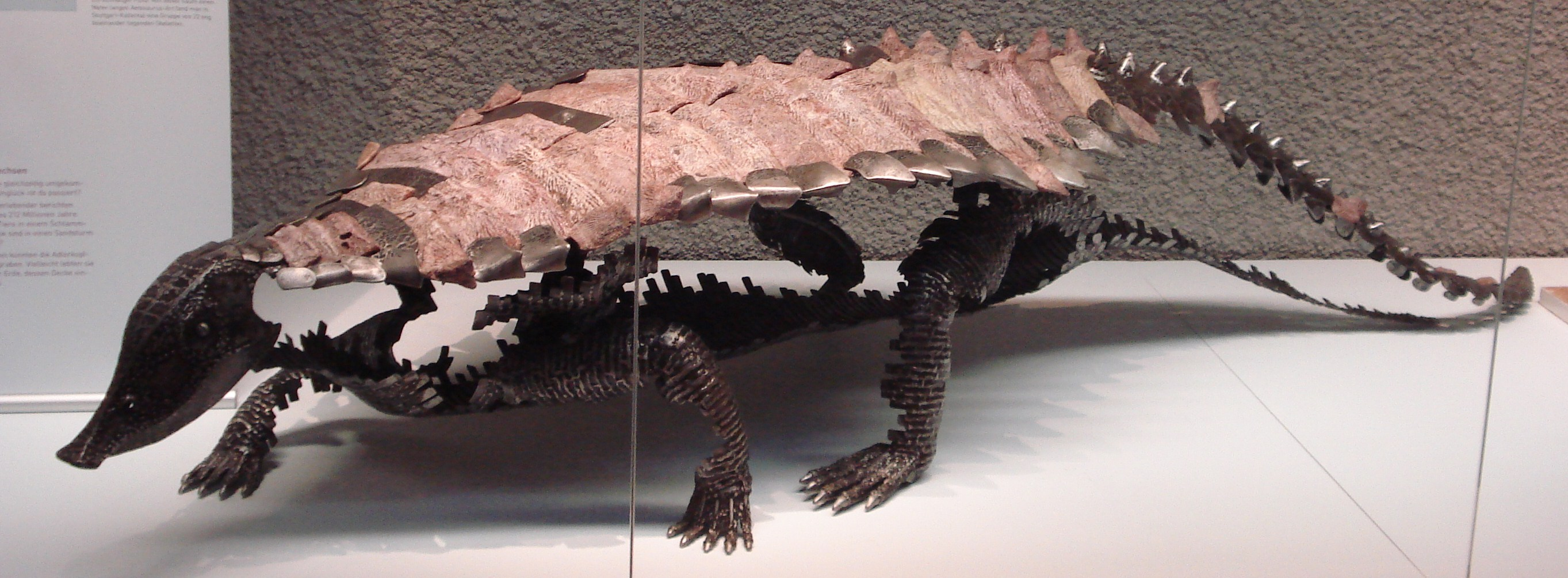
Stagonolepididae

- Nemegtosauridae
- Neovenatoridae
- Noasauridae
- Nodosauridae

### O

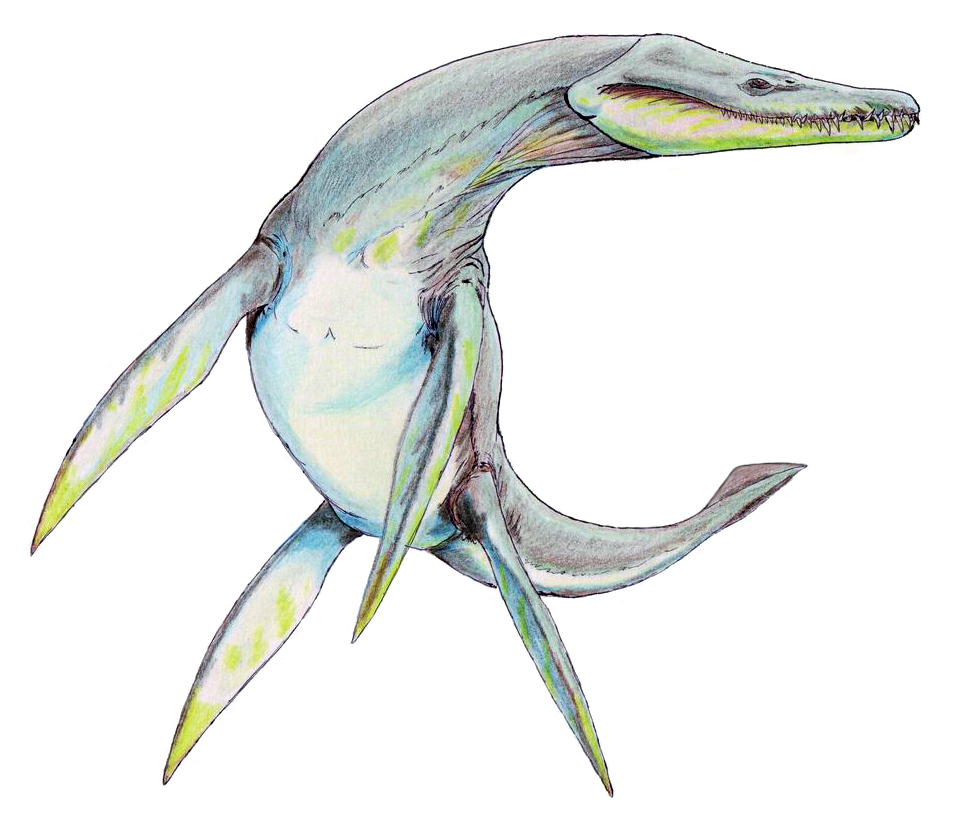
Rhomaleosauridae

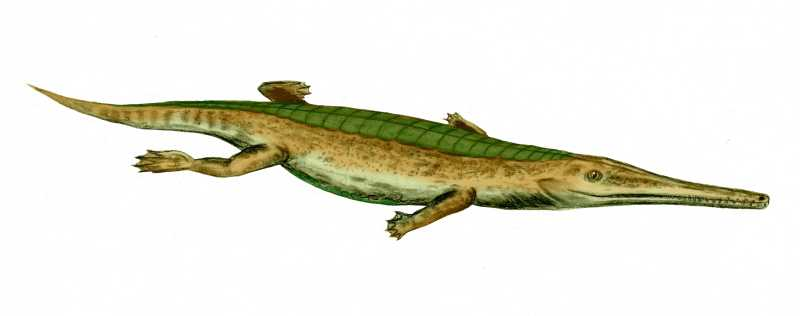
Teleosauridae

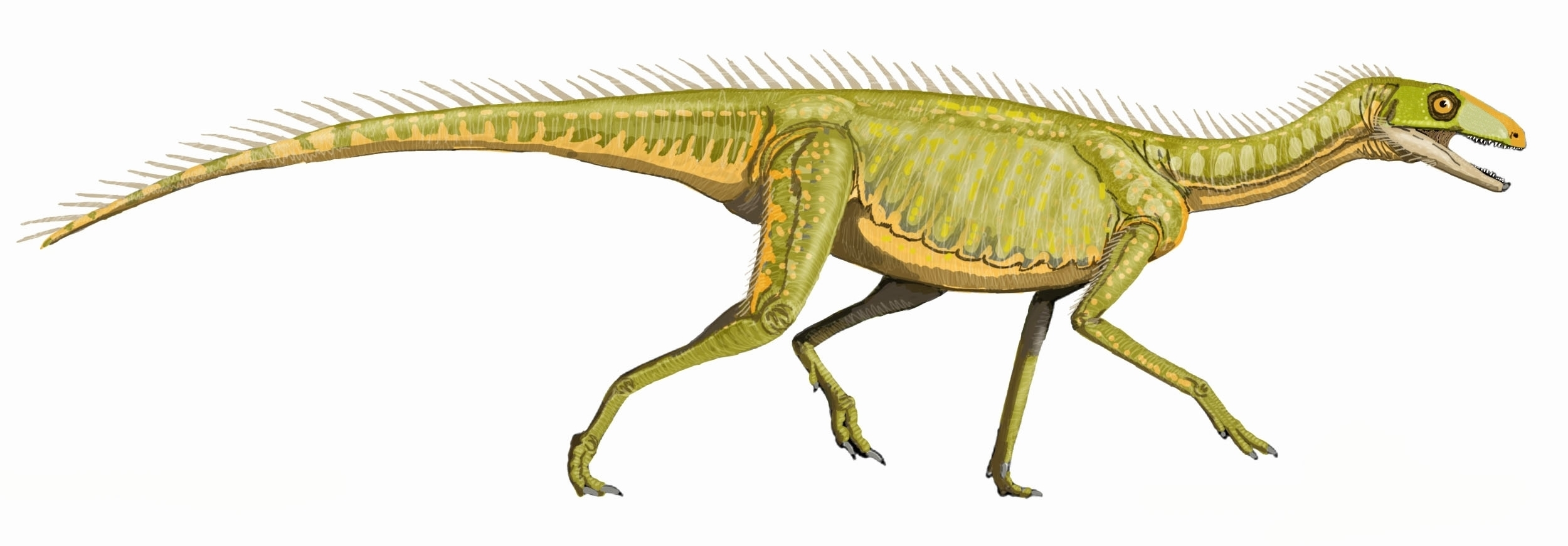
Silesauridae

- Ornithomimidae
- Oviraptoridae

### P

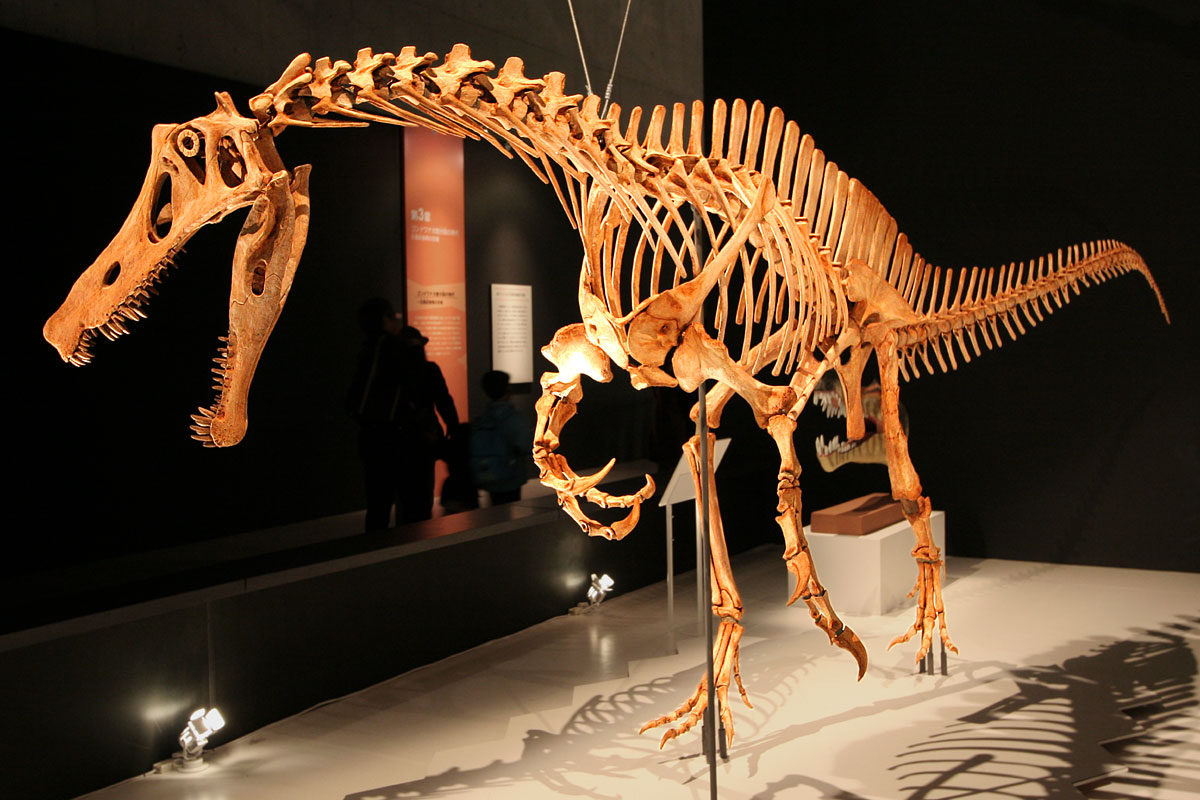
Spinosauridae

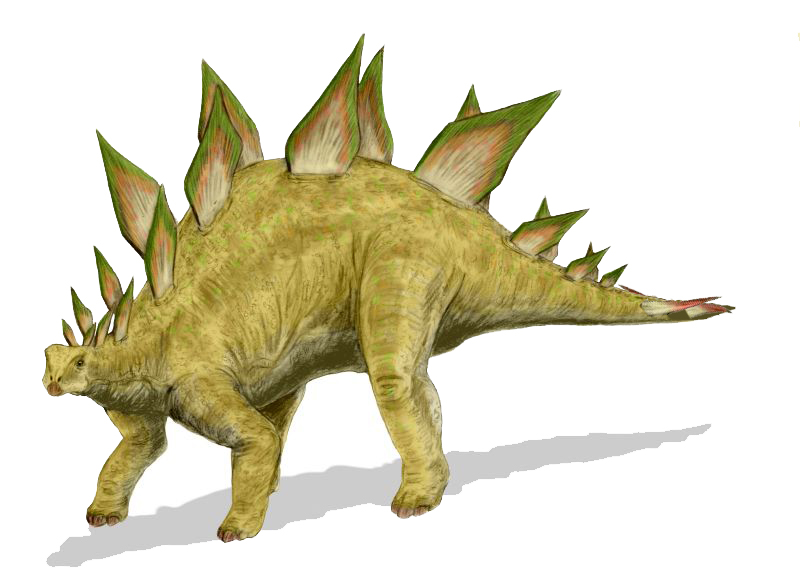
Stegosauridae

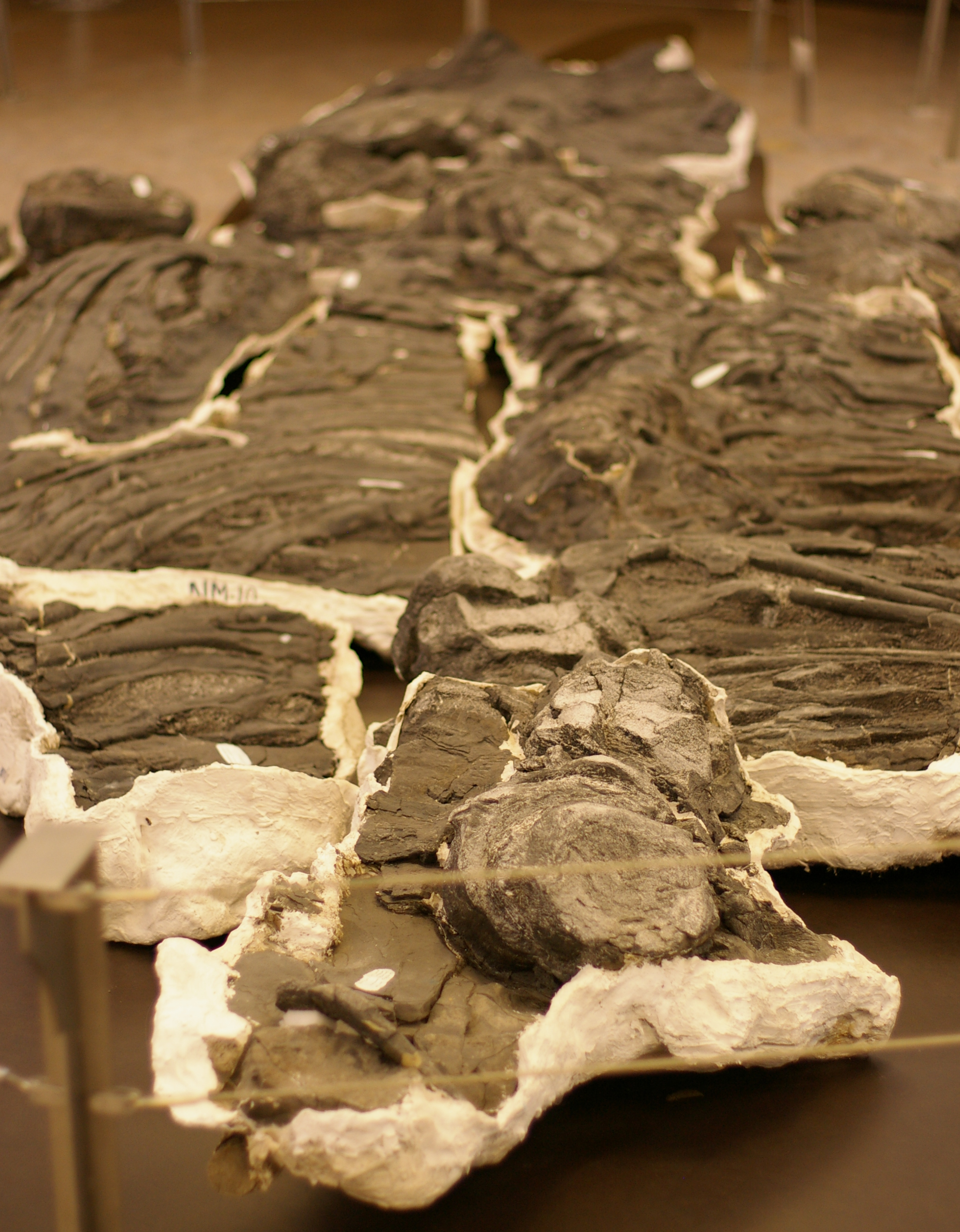
Shastasauridae

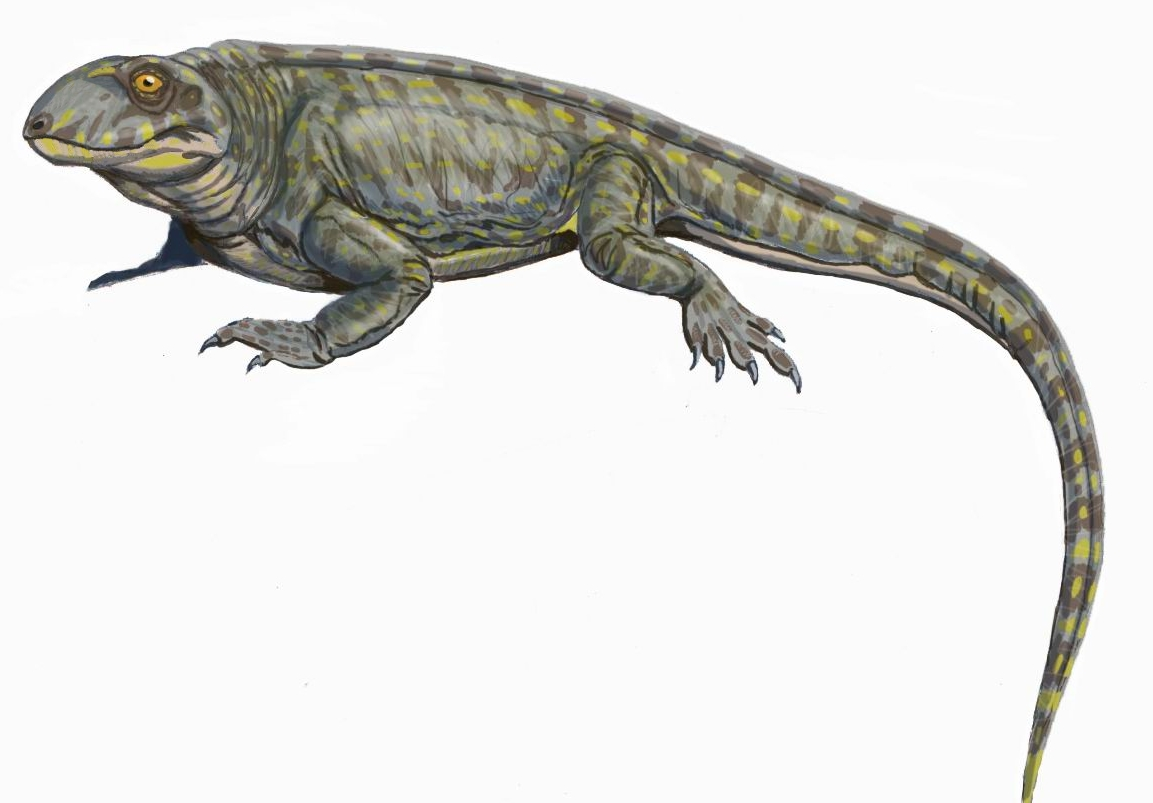
Sphenacodontidae

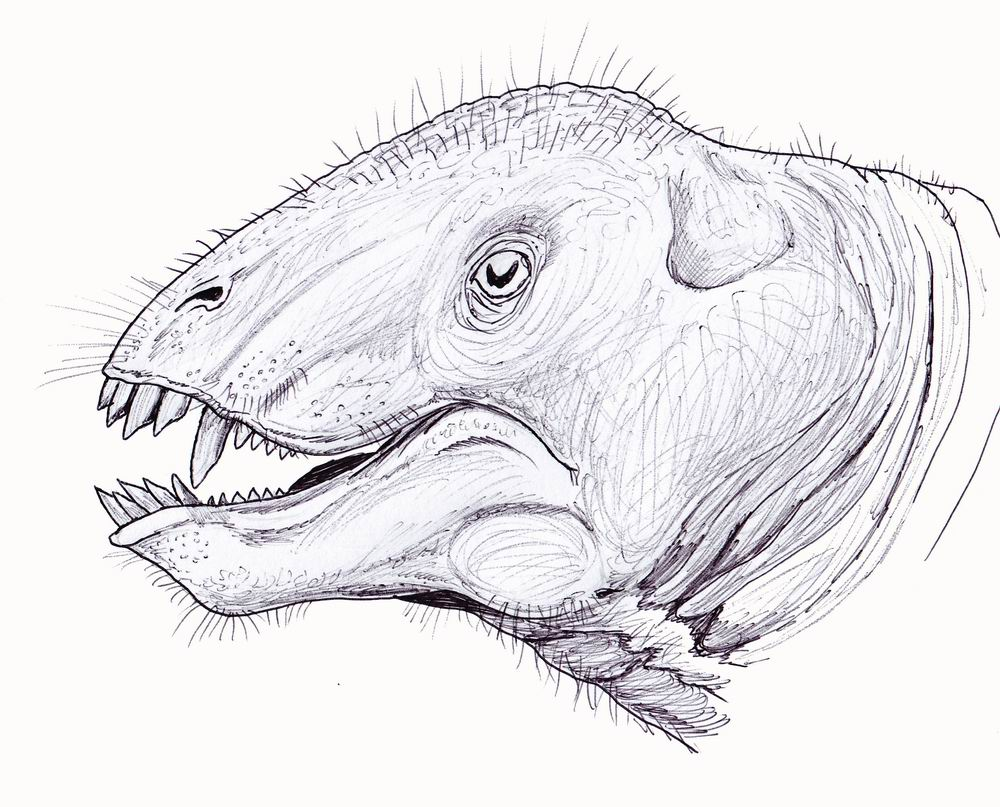
Tapinocephalidae

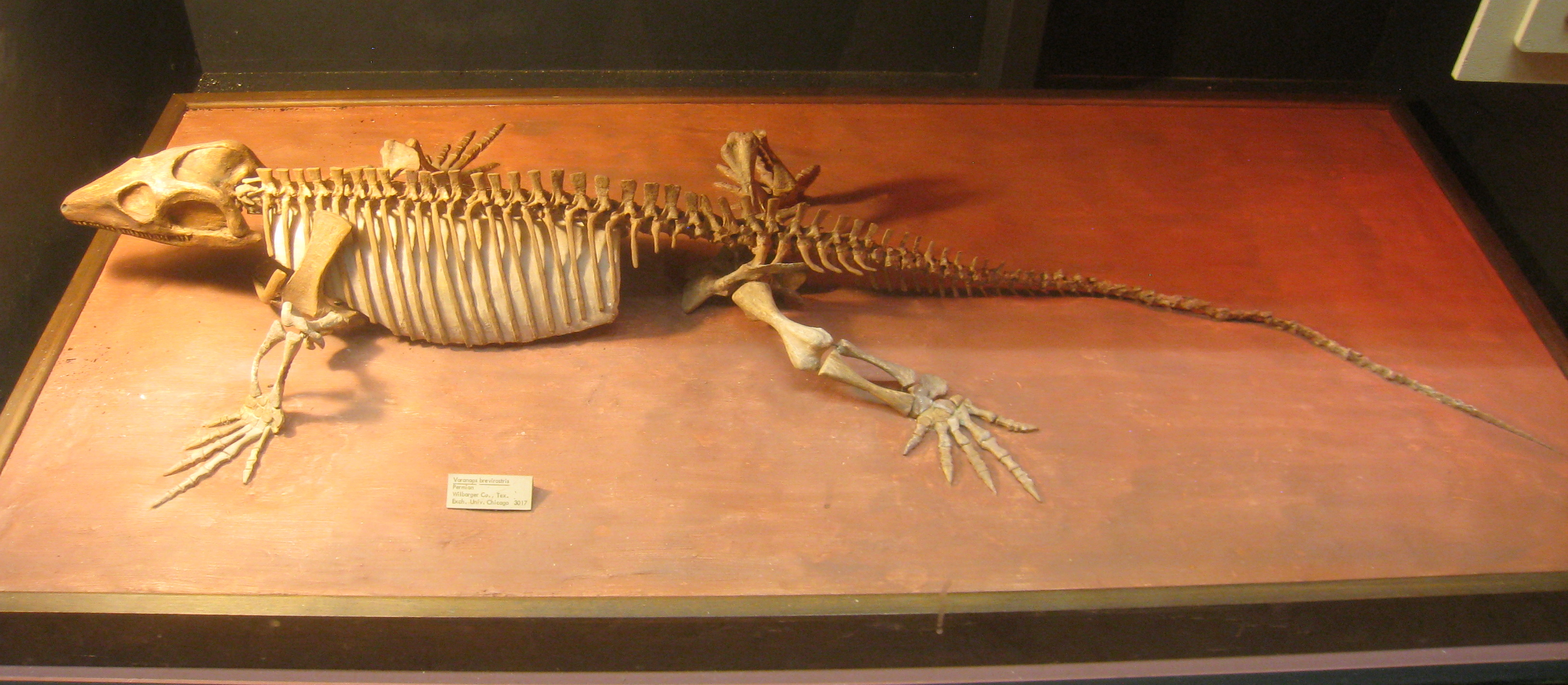
Varanopidae

- Pachycephalosauridae
- Piatnitzkysauridae
- Pisanosauridae
- Plateosauridae
- Polacanthidae
- Proceratosauridae
- Protoavidae
- Protoceratopsidae
- Psittacosauridae

### R
- Rebbachisauridae
- Rhabdodontidae
- Riojasauridae

### S

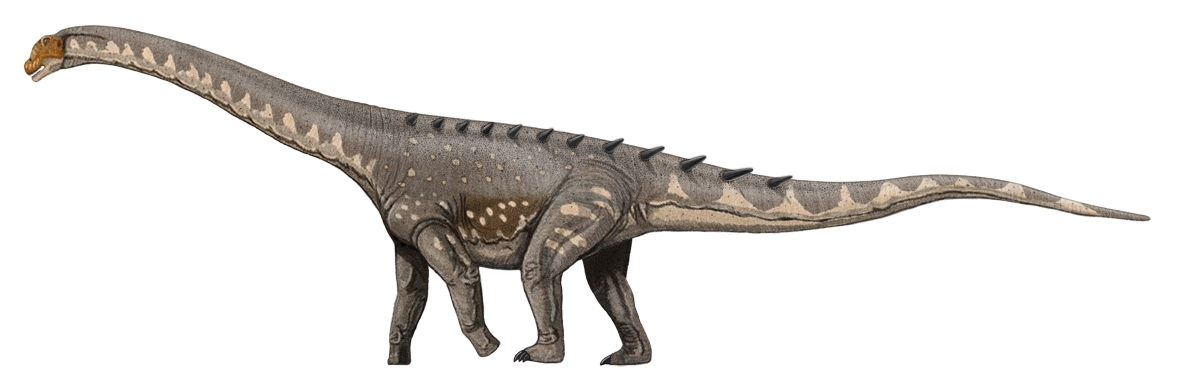
Titanosauridae

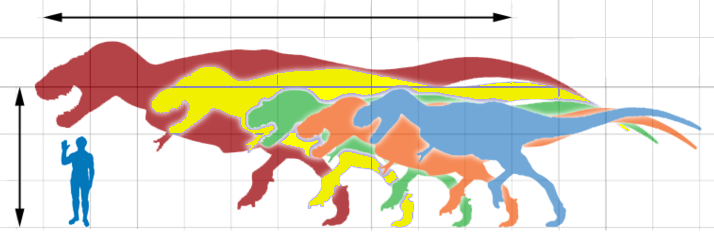
Tyrannosauridae

- Saltasauridae
- Scansoriopterygidae
- Scelidosauridae
- Sigilmassasauridae
- Sinraptoridae
- Spinosauridae
- Stegosauridae

### T
- Tendaguriidae
- Thecodontosauridae
- Therizinosauridae
- Titanosauridae
- Troodontidae
- Tyrannosauridae

### V
- Vulcanodontidae

### Y
- Yunnanosauridae

## Pterosauria, Sauropterygia, Ichthyosauria et Mosasauria
Les Pterosauria sont l'ordre de ceux que l'on surnomment les « reptiles volants ». Les Sauropterygia sont le super-ordre contenant les Plesiosauria, les Nothosauria et les Placodontia, un ordre de reptiles semblables aux tortues. Les Ichthyosauria sont des reptiles ressemblant à des poissons. Les Mosasauria sont des reptiles marins appartenant aux Squamata, ordre qui regroupent les serpents, de tailles généralement très grandes.

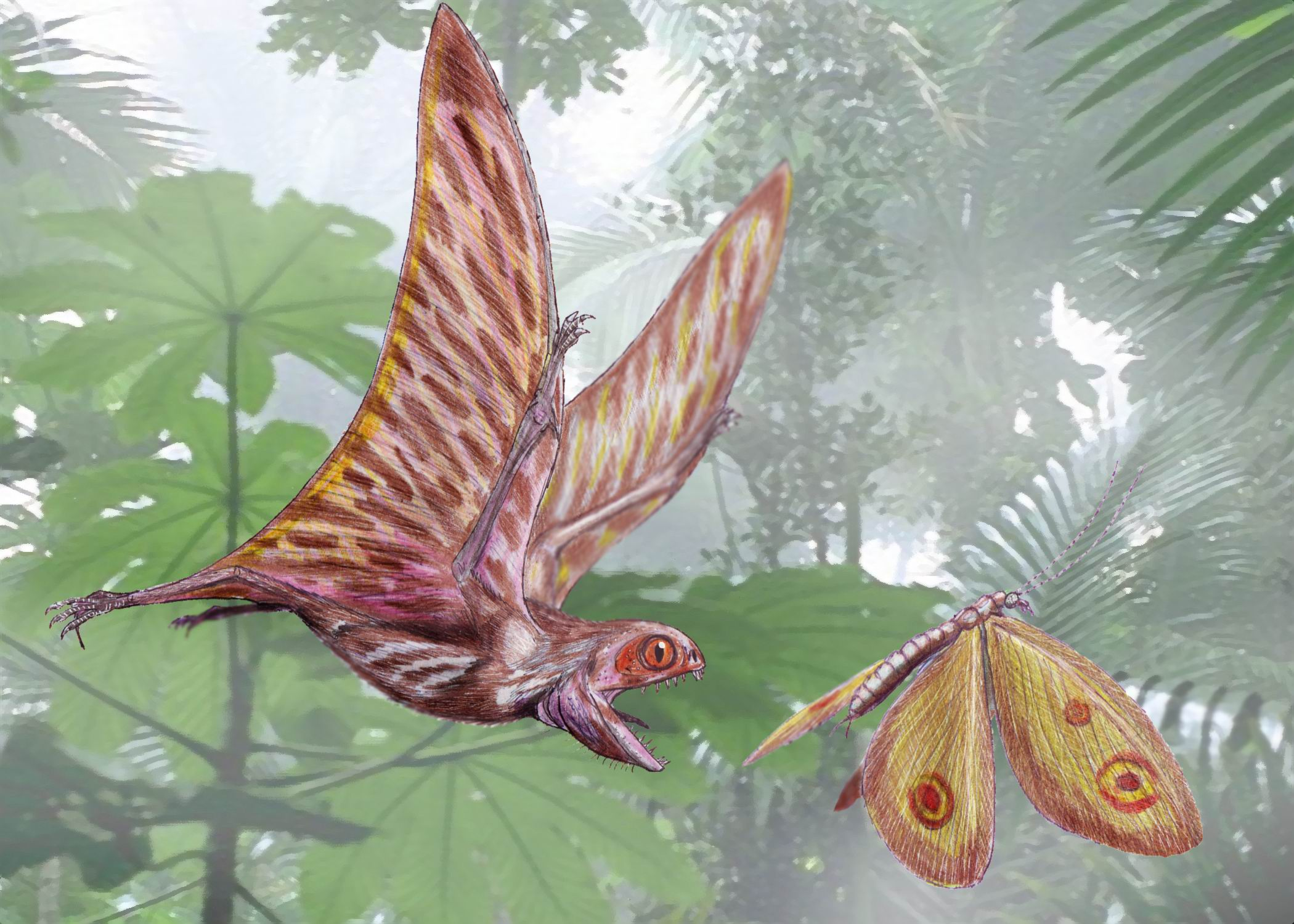
Anurognathidae

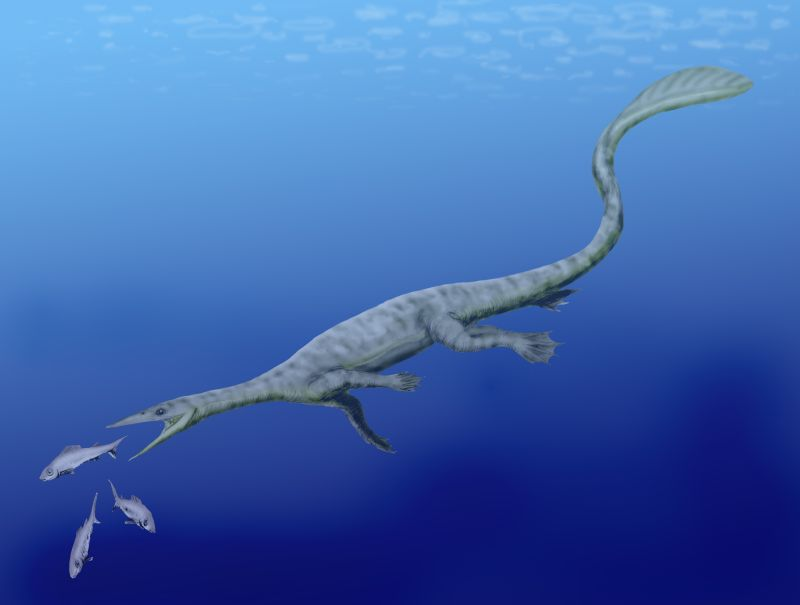
Askeptosauridae

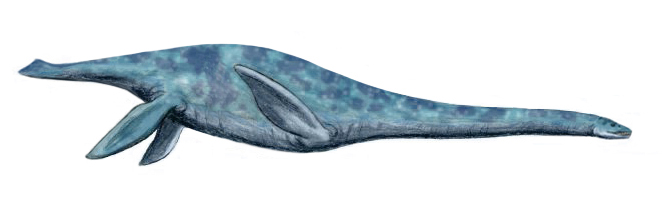
Cryptoclididae

### A
- Aigialosauridae
- Alzadasauridae
- Anhangueridae
- Anurognathidae
- Aristonectidae
- Askeptosauridae
- Aurorazhdarchidae
- Azhdarchidae

### B
- Besanosauridae
- Boreopteridae
- Brachaucheniidae

### C
- Campylognathoididae
- Cearadactylidae
- Chaoyangopteridae
- Cimoliasauridae
- Claraziidae
- Corosauridae
- Criorhynchidae
- Cryptoclididae
- Ctenochasmatidae
- Cyamodontidae
- Cymatosauridae
- Cymbospondylidae

### D
- Dimorphodontidae
- Dsungaripteridae

### E
- Elasmosauridae
- Eudimorphodontidae

### G
- Gallodactylidae
- Germanodactylidae
- Grippiidae

### H
- Henodontidae
- Helveticosauridae
- Hudsonelpidiidae
- Hupehsuchidae

### I
- Ichthyosauridae
- Istiodactylidae

### L
- Lariosauridae
- Leptocleididae
- Leptonectidae
- Lonchodectidae

### M
- Macgowaniidae
- Merriamosauridae
- Microcleididae
- Mixosauridae
- Mosasauridae

### N
- Nanchangosauridae
- Nothosauridae
- Nyctosauridae

### O
- Omphalosauridae
- Ophthalmosauridae
- Ornithocheiridae

### P
- Pachypleurosauridae
- Paraplacodontidae
- Parvinatatoridae
- Pistosauridae
- Placochelyidae
- Placodontidae
- Plesiosauridae
- Pliosauridae
- Polycotylidae
- Pteranodontidae
- Pterodactylidae
- Pterodaustridae

### Q
- Quasianosteosauridae

### R
- Rhamphocephalidae
- Rhamphorhynchidae
- Rhomaleosauridae

### S
- Shastasauridae
- Simosauridae
- Stenopterygiidae
- Suevoleviathanidae

### T
- Tapejaridae
- Temnodontosauridae
- Toretocnemidae
- Thaisauridae
- Thalassodromidae

### U
- Utatsusauridae

### W
- Wimaniidae
- Wukongopteridae

## Pseudosuchia, Phytosauria et Proterosuchia
Les Pseudosuchia sont l'une des deux grandes divisions des Archosauria. Elle contient les crocodyliens et leurs proches. Les Phytosauria sont un groupe de crurotarsiens ressemblant aux crocodiles, mais qui n'est pas classé chez les Pseudosuchia ou chez les Avemetatarsalia. Les Proterosuchia sont aussi un groupe de crurotarsiens à part qui n'est pas classé chez une des deux divisions des Archosauria.

### A
- Atoposauridae

### B
- Baurusuchidae
- Bernissartiidae

### C
- Candidodontidae
- Chimaerasauridae
- Comahuesuchidae
- Ctenosauriscidae

### D
- Dyrosauridae

### E
- Erpetosuchidae
- Erythrosuchidae
- Euparkeriidae
- Euphytosauridae

### G
- Gobiosuchidae
- Goniopholididae
- Gracilisuchidae

### H
- Hylaeochampsidae

### I
- Iberosuchidae

### L
- Lagosuchidae
- Libycosuchidae
- Lotosauridae

### M
- Mahajangasuchidae
- Metriorhynchidae

### N
- Notosuchidae

### O
- Ornithosuchidae

### P
- Peirosauridae
- Pholidosauridae
- Phytosauridae
- Poposauridae
- Prestosuchidae
- Pristichampsidae
- Proterochampsidae
- Proterosuchidae
- Protosuchidae

### R
- Rauisuchidae
- Rhadinosuchidae

### S
- Saltoposuchidae
- Sebecidae
- Shartegosuchidae
- Shuvosauridae
- Sphagesauridae
- Sphenosuchidae
- Stagonolepididae

### T
- Teleosauridae

### U
- Uruguaysuchidae

## Therapsida, Pelycosauria et autres reptiles
Les Pelycosauria sont des reptiles mammaliens, les plus anciens synapsides connus. Les Therapsida sont aussi des reptiles mammaliens, ceux qui ressemblent le plus à nos mammifères actuels. Les autres reptiles sont des tortues, des serpents, des avemetatarsalia non-dinosauriens, ou d'autres lézards.

### A
- Akidnognathidae
- Allokotosauridae
- Anteosauridae
- Araeoscelididae
- Ardeosauridae
- Askeptosauridae

### C
- Captorhinidae
- Caseidae
- Champsosauridae
- Cistecephalidae
- Claraziidae
- Claudiosauridae
- Cteniogenidae
- Cynognathidae

### D
- Deuterosauridae
- Dicynodontidae
- Diictodontidae
- Dinocephalidae
- Drepanosauridae

### E
- Edaphosauridae
- Endennasauridae
- Eothyridae
- Ericiolacertidae
- Estemmenosuchidae

### G
- Galesauridae
- Gorgonopsidae

### H
- Hyperodapedontidae
- Hyphalosauridae

### K
- Kannemeyeriidae
- Kuehneosauridae

### L
- Lagerpetidae
- Longisquamidae
- Lystrosauridae

### M
- Madtsoiidae
- Meiolaniidae
- Mesosauridae
- Millerettidae
- Monjurosuchidae

### N
- Nyctiphruretidae

### O
- Ophiacodontidae

### P
- Pachyrhachidae
- Pareiasauridae
- Petrolacosauridae
- Phreatosuchidae
- Phthinosuchidae
- Pleurosauridae
- Procolophonidae
- Procynosuchidae
- Proganochelyidae
- Protorosauridae
- Protorothyrididae
- Protostegidae
- Pylaecephalidae

### R
- Rhynchosauridae

### S
- Scleromochlidae
- Silesauridae
- Simoedosauridae
- Sphenacodontidae
- Syodontidae

### T
- Tangasauridae
- Tanystropheidae
- Tapinocephalidae
- Thalattosauridae
- Thrinaxodontidae
- Titanosuchidae
- Traversodontidae
- Tritylodontidae

### V
- Varanopidae

### W
- Weigeltisauridae

### Y
- Younginidae

### Autres listes
- Liste de clades de dinosaures non-aviens
- Liste de dinosaures non-aviens
- Liste de dinosaures ichnogenres
- Liste de plésiosaures
- Liste d'ichthyosaures
- Liste de nothosaures